# Onze-Lieve-Vrouwebasiliek (Maastricht)
De Onze-Lieve-Vrouwebasiliek, officieel: Basiliek van Onze-Lieve-Vrouw-Tenhemelopneming, ook wel Sterre-der-Zee of in het Maastrichts Slevrouwe genoemd, is een romaanse kerk in het centrum van de Nederlandse stad Maastricht, gelegen aan het Onze Lieve Vrouweplein. De basiliek is vooral bekend vanwege de imposante westbouw, de rijk gebeeldhouwde kapitelen in de kooromgang en de kapel met het beeld van de Sterre der Zee. 
Het gebouw is een rijksmonument en behoort tot de in 1990 door Monumentenzorg opgestelde Top 100 van de Rijksdienst voor de Monumentenzorg. Kerk en kapel zijn dagelijks geopend en vrij toegankelijk; de kruisgang en de schatkamer enkel na betaling.

## Geschiedenis

### Oorsprong en bouw van de kerk
Tot de 12e eeuw is de documentatie over de Onze-Lieve-Vrouwebasiliek zeer beperkt, aangezien het archief van de kerk in de Franse tijd verloren gegaan is. Algemeen wordt aangenomen dat de huidige kerk in elk geval één voorganger heeft gehad, waarschijnlijk meerdere. De eerste daarvan zou de oudste kerk van Maastricht - en daarmee van Nederland - kunnen zijn geweest. Die eerste kerk zou mogelijk door een van de bisschoppen van Tongeren-Maastricht gebouwd zijn binnen de muren van het laatromeinse castellum, wellicht ter vervanging van een heidens heiligdom. Het is mogelijk dat die kerk dienst heeft gedaan als kathedraal van het Bisdom Maastricht (4e/5e/6e - 8e eeuw). Het patrocinium van Maria en de hechte banden tussen het Kapittel van Onze-Lieve-Vrouwe en dat van de Sint-Lambertuskathedraal van Luik zouden daarvoor aanwijzingen zijn. De vondst van een Merovingisch kapiteel op het terrein van de parochieschool aan de Stokstraat duidt op de aanwezigheid van een vroeg kerkgebouw in deze omgeving. Uit een schenking van bisschop Franco van Luik (856-903) blijkt dat er in elk geval eind 9e eeuw een Onze-Lieve-Vrouwekerk in Maastricht was. Doordat nog geen archeologische opgravingen binnen de kerk plaatsgevonden hebben, kan echter niets met zekerheid gezegd worden over de voorganger(s) van de huidige kerk.
Het huidige kerkgebouw dateert deels uit de 11e eeuw, deels uit de 12e eeuw. In de kroniek van de bisschoppen van Kamerijk wordt melding gemaakt van de wijding van de crypte door Balderik van Loon, bisschop van Luik van 1008-1018. Kort nadien stortte deze crypte in. Uit voorzorg werden bij de herbouw extra steunpilaren toegevoegd om het gewicht van het priesterkoor erboven te kunnen dragen. De fundamenten van het westwerk moeten eveneens rond het jaar 1000 gelegd zijn. De grijze hoekstenen zijn spolia, waarschijnlijk afkomstig van de muren en poorten van het Romeinse fort dat vanaf 333 op deze plaats heeft gestaan en wellicht rond die tijd werd afgebroken. De koorpartij, het schip en het transept kwamen rond het midden van de 12e eeuw gereed.

### Middeleeuwen
Aan de kerk was, in elk geval vanaf omstreeks 1100, maar wellicht al vanaf de 9e of 10e eeuw, een seculier kapittel verbonden met aanvankelijk twintig, later achttien kanunniken. De kanunniken leefden tot omstreeks 1200 samen als geestelijke gemeenschap, maar gingen na verloop van tijd zelfstandig wonen in kanunnikenhuizen in de nabijheid van de kerk, binnen de zogenaamde immuniteit of claustrale singel. De kapittelzaal bevond zich in de huidige sacristie, grenzend aan het noordertransept en de kloostergang. Achter de kapittelzaal lag de Sint-Annakapel, de privékapel van het kapittel. De kanunniken werden in principe door de bisschop van Luik benoemd; in de praktijk werden vrijgekomen prebenden verkocht aan de hoogste bieders, vaak jongere, niet-ervende zonen uit adellijke families. De kanunniken kozen uit hun midden zowel de proost, de hoogste gezagsdrager, en de deken, het geestelijk hoofd van het kapittel. De proost werd gekozen uit de leden van het Luikse kapittel van Sint-Lambertus, het "moederkapittel". Een belangrijk proost van Onze-Lieve-Vrouwe in de 12e eeuw was Hendrik van Leyen, die tevens proost van Sint-Lambertus was en later bisschop van Luik. Naast de kanunniken waren er diverse kapelaans ("kleine kanunniken") aan de kerk verbonden, die tegen een vergoeding het meeste werk van de kanunniken overnamen. In totaal waren ongeveer 100 personen, leken en geestelijken, aan het kapittel verbonden.
In de kerk hadden de kanunniken hun eigen zitplaats in het koorgestoelte dat stond opgesteld aan de noord- en zuidzijde van de viering (deel uitmakend van de hoog gelegen koorruimte). Hier zongen of baden de kanunniken enkele keren per dag de koorgebeden. De deken zat rechts; de cantor (voorzanger) links. De koorruimte was door middel van een koorhek of doksaal afgesloten voor leken. Hoe de koorafsluiting eruitzag, is niet bekend. Wel worden in het 14e-eeuwse Liber Ordinarius, een liturgisch handboek, veelvuldig de twee deuren in de koorafsluiting genoemd. Aan de westzijde van de koorruimte stond een lezenaar, meestal aangeduid als aquila (adelaar). Daarboven hing een kruis. In de Paastijd stond er een Heilig Graf in het middenschip opgesteld, waar de priester op Goede Vrijdag een crucifix neerlegde onder een doek. In de 14e eeuw telde de kerk 33 altaren, de meeste geplaatst bij pijlers in het schip, waaraan dagelijks (meerdere) missen werden opgedragen. Van enkele altaren is het patrocinium bekend: Sint-Nicolaas (in het westwerkkoor), Sint-Blasius (in de oostcrypte), het Heilig Kruis (in het middenschip in medio ecclesiae), Sint-Catharina (bij de zuidoostelijke pijler in het schip, waar nog steeds een pijlerschildering van de heilige te zien is), Sint-Cornelius (waarschijnlijk in het noordertransept) en Johannes de Evangelist (in de kruisgang). Sommige heiligenbeelden die thans nog in de kerk aanwezig zijn, stonden mogelijk op deze altaren. In de kerk stonden geen kerkbanken.

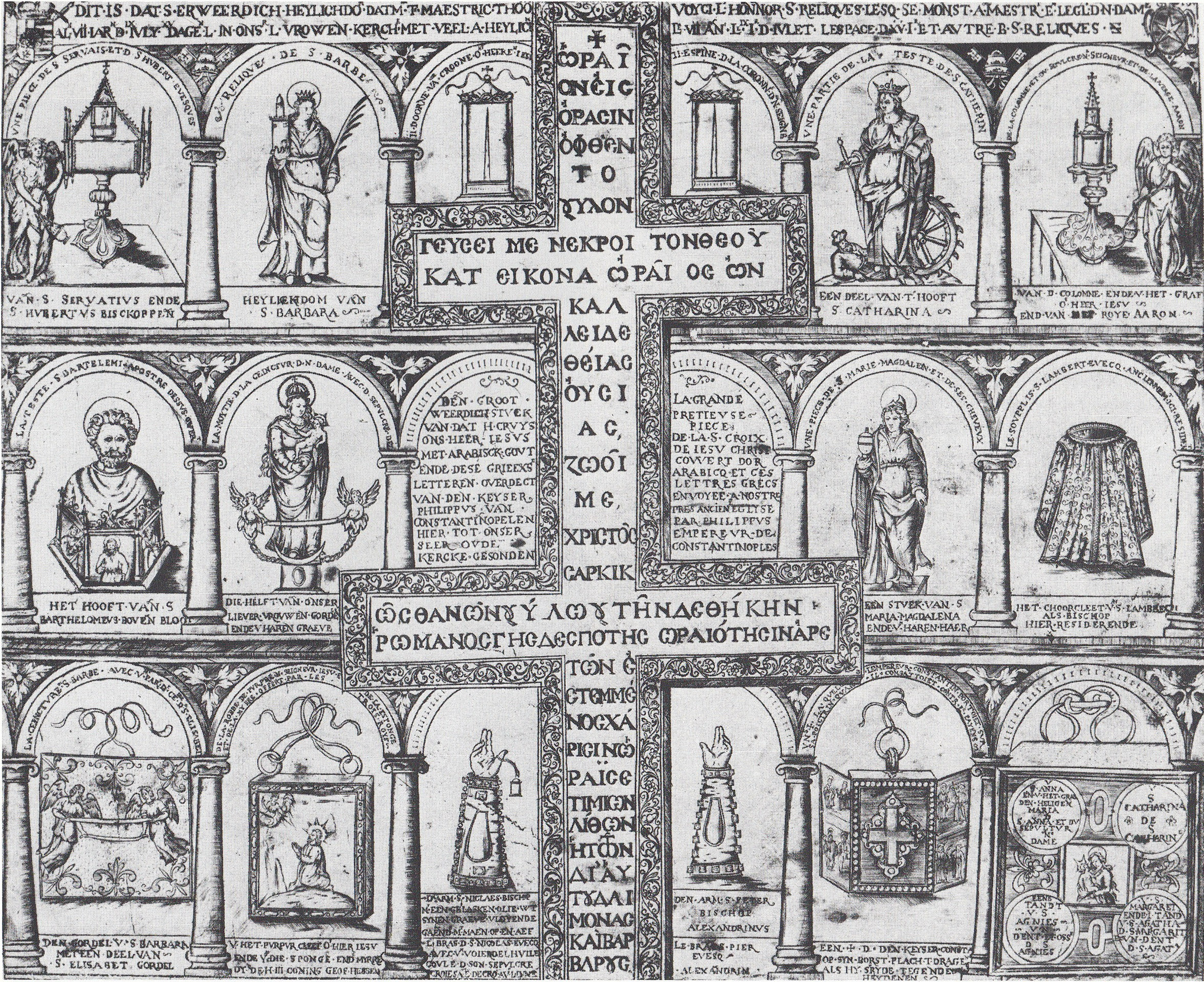
Toningsformulier reliekenschat

In de schatkamer van de Onze-Lieve-Vrouwebasiliek bevindt zich een zogenaamd "toningsformulier" uit het begin van de 17e eeuw, waarop de belangrijkste relieken en reliekhouders van de kerk zijn afgebeeld. Een groot deel daarvan is in de Franse tijd verloren gegaan . Het grote Byzantijnse patriarchaalkruis uit Constantinopel, afgebeeld in het midden van het formulier, werd in 1837 door een oud-kanunnik aan paus Gregorius XVI geschonken. Het formulier en de overgebleven relieken in de kerk en schatkamer tonen aan dat de Onze-Lieve-Vrouwekerk een belangrijke bedevaartskerk was, hoewel ze altijd in de schaduw stond van de Sint-Servaaskerk. Gedurende de middeleeuwen waren er regelmatig conflicten met het Sint-Servaaskapittel over het tonen van de relieken in het openbaar, vooral tijdens de Heiligdomsvaart.
In oude documenten worden de parochianen van Onze-Lieve-Vrouwe aangeduid als behorende bij de Familia Sancti Lambertii. Vanaf 1343 was de kerk, in navolging van de Sint-Servaaskerk, nog uitsluitend kapittelkerk en bedevaartskerk. De parochieactiviteiten werden verplaatst naar de nieuwgebouwde Sint-Nicolaaskerk, direct naast de Onze-Lieve-Vrouwekerk gelegen. Daarnaast telde de parochie nog enkele - niet meer bestaande - kerspelkapellen: de Sint-Hilariuskapel (op de plek van de huidige Waalse kerk), de Sint-Evergisluskapel (hoek Kesselskade/Maastrichter Brugstraat) en de Maria-Minorkapel (ook wel Maria-ten-Oever; op de plek van de Augustijnenkerk in de Mariastraat).

### Ancien régime en Franse tijd
In de Onze-Lieve-Vrouwekerk werden vanaf de middeleeuwen tot aan het einde van het ancien régime de maten van de stad Maastricht bewaard. In de Barbaratoren, de zuidelijke koortoren, lagen de stedelijke archieven opgeslagen. Ook werd in de kerk recht gesproken, in de bovenzaal van het westwerk en mogelijk ook aan de buitenzijde van het oostkoor.
De kerk heeft sinds de 12e eeuw relatief weinig veranderingen ondergaan. Waarschijnlijk werden in de 15e eeuw de vlakke, houten zolderingen vervangen door stenen, gotische gewelven, die in de 18e eeuw aan vervanging toe waren. Ook werden enkele ramen vergroot ten behoeve van verbeterde lichttoetreding. In de 16e eeuw moest de romaanse kloostergang plaatsmaken voor een laatgotische. Het interieur werd witgepleisterd en enigszins aangepast aan de smaak van de baroktijd. Aan de zuidzijde verscheen een neoclassicistisch portaal. Sommige van deze aanpassingen zijn door Cuypers eind 19e eeuw ongedaan gemaakt.
Het kerkgebouw lijkt de Beeldenstorm van 1566 redelijk doorstaan te hebben. Dat was anders bij de komst van de Fransen in 1794. Het kapittel kreeg aanvankelijk zware oorlogsschattingen opgelegd, waarvoor een deel van het liturgisch vaatwerk en ander kerkzilver moest worden omgesmolten. Eind 1797 werd het kapittel alsnog opgeheven. De kanunniken kregen een klein pensioen, maar de bezittingen van het kapittel, inclusief de kerk, werden geconfisqueerd. Doordat het gebouw een profane functie kreeg (militair magazijn, kanonnensmederij en paardenstal), bleef het wel bewaard. Een deel van het kerkmeubilair vond een onderkomen in de Sint-Nicolaaskerk, die als parochiekerk open mocht blijven. Een groot deel van de in vele eeuwen opgebouwde kerkschat, waaronder zeer zeldzame kunstschatten, ging in deze periode verloren. Na het vertrek van de Fransen in 1814 nam de Nederlandse overheid het gebouw over en gebruikte het eveneens voor militaire doeleinden.

### 19e eeuw: heringebruikname en restauratie
De voormalige kapittelkerk kreeg pas 40 jaar later weer een religieuze bestemming. Na eerdere, mislukte pogingen wist de parochie in 1837 de ontwijde kerk van de overheid terug te kopen. Een deel van het kerkmeubilair en enkele schilderijen en beelden waren in de Sint-Nicolaaskerk bewaard gebleven en kwamen in 1837 met de verhuizing van de Sint-Nicolaasparochie naar de Onze-Lieve-Vrouwekerk weer terug (de Sint-Nicolaas werd daarna gesloopt). Daarbij hoorden onder andere het doopvont van Aert van Tricht, het barokke (voormalige) hoofdaltaar, de preekstoel, een vijftal biechtstoelen en een aantal schilderijen en beelden. Ook het middeleeuwse genadebeeld van de Sterre der Zee bleef op die manier bewaard, waaraan de kerk tegenwoordig een belangrijk deel van haar aantrekkingskracht te danken heeft. In 1865 schonk de industrieel Petrus Laurentius Regout aan de kerk een koperen kroonluchter, afkomstig uit de Sint-Laurenskerk in Rotterdam.
Na de heringebruikname van de kerk had er weliswaar provisorisch herstel plaatsgevonden, maar aan het einde van de 19e eeuw verkeerde het gebouw in zeer slechte bouwkundige staat. Van 1886 tot 1916 vonden ingrijpende restauraties plaats onder leiding van de Roermondse architect Pierre Cuypers. Daarbij werden een aantal niet-romaanse toevoegingen uit de eeuwen na 1200 ongedaan gemaakt. Aan de zuidzijde werden de gotische ramen verkleind en enkele aanbouwen verwijderd. Het dak van het westwerk werd verlaagd, waardoor de westwerktorens beter tot hun recht kwamen. Sommige delen van de kerk, zoals de apsis en de koortorens, moesten vanwege hun bouwvalligheid vrijwel vanaf de fundering opnieuw worden opgebouwd. Het interieur van de kerk werd ontdaan van zijn neoclassicistische uitmonstering en teruggebracht in 'originele' (= romaanse) staat. De neoromaanse koorgewelfschildering dateert uit deze tijd. Het 18e-eeuwse doksaal en het koorgestoelte overleefden de Cuypers-restauratie niet. Het doksaal werd afgebroken en het koorgestoelte en een serie bijbehorende schilderijen van Jean-Baptiste Coclers verdween naar de basiliek van Meerssen.
De Cuypers-restauratie voltrok zich in dertig jaar tijd in fasen:
- 1882: opmetingstekeningen door rijksarchitect Adolph Mulder ten behoeve van de aanvraag van rijkssubsidie
- 1886: begroting van de hand van Joseph Cuypers ten bedrage van ƒ 100.000; in september door kerkbestuur doorgezonden naar ministerie
- 1887: toekenning van ƒ 4.000 subsidie, wat uiteindelijk ƒ 50.000 zou worden; begin werkzaamheden bij noordwestportaal (hieraan was in 1878 al door Johannes Kayser gewerkt)
- vanaf 1888: zuidertransept met zuidoostelijke toren (Sint-Barbaratoren) en Sint-Rochuskapel
- vanaf 1891: noordertransept met noordoostelijke toren, Sint-Annakapel en Drievuldigheidskapel
- 1894-1901: na de stabilisering van de koortorens werden de koorpartij en de daaronder liggende crypte gerestaureerd
- 1900: afbraak Sint-Hubertuskapel (voorheen ook Sint-Barbarakapel) aan de zuidzijde van de kerk
- 1900-1909: restauratie van het schip (o.a. verlaging vloeren tot oorspronkelijk peil; afbraak oude orgeltribune; vernieuwing daken en ramen), westcrypte en westwerktorens
- 1909-1916: restauratie kruisgang; herstel oorspronkelijke dakhelling van het westwerk.

### 20e eeuw: eerherstel
Op 20 februari 1933 werd de kerk door paus Pius XI tot basilica minor verheven. Als basilica minor verkreeg de kerk het recht op het dragen van drie eretekenen: het conopeum, het tintinnabulum en het pauselijk wapen. De eretekenen staan normaal op het priesterkoor, behalve tijdens de Goede Week: na de mis van Witte Donderdag worden tijdens de liturgie van de "altaarontbloting" deze kerkelijke attributen weggezet. Tijdens de Grote Stadsprocessie (jaarlijks rond 15 mei) worden de eretekenen meegedragen.
Tijdens de Tweede Wereldoorlog liep de kerk enige oorlogsschade op. In 1943 werd de grote luidklok door de Duitsers geroofd. Na het Tweede Vaticaans Concilie (1962-65) verdween het barokke hoofdaltaar naar het zuidertransept en werd een modern volksaltaar midden op het priesterkoor geplaatst. In de jaren 80 en 90 werd onder andere de 15e-eeuwse pijlerschildering van Sint-Catharina gerestaureerd, werden nieuwe ramen geplaatst in het oost- en westkoor en werd de schatkamer geheel vernieuwd. Ook werden diverse schilderijen, beelden en paramenten gerestaureerd.
In de loop van de 20e eeuw vonden diverse archeologische opgravingen in en rondom de kerk plaats. In 1902 werd bij de bouw van de parochieschool, tussen de kruisgang en de Stokstraat, een volledig intacte Romeinse kelder gevonden. Enkele jaren later, in 1910, werd in de pandhof de stenen fundering van een Romeinse waltoren blootgelegd. Deze bleek later onderdeel te zijn geweest van het castellum van Maastricht dat rond 333 AD werd gebouwd en dat in de jaren 1980 verder werd opgegraven. In 1996 werd in de pandhof gezocht naar eventuele restanten van een oudere kerk. Deze werd niet gevonden; wel werd de oude sacristie opgegraven en werd een gouden Romeinse munt, een solidus, gevonden.
In 1990 kreeg de basiliek een officieel wapen. De onthulling werd gedaan door de toenmalige bisschop van Roermond, Mgr. J.M.Gijsen. Het bovenste groene deel van het wapenschild verwijst naar de speciale status als zetel van het oude bisdom Maastricht (de bisschopsmijter) en als basilica minor (het conopeum en het tintinnabulum). De gele ster op het blauw symboliseert Maria als Sterre der Zee en de witte ster op het rood is het wapen van Maastricht. Op de banderol onder het schild staat de tekst "Solium gloriæ Dei" ("Troon van Gods glorie").

### 21e eeuw: moderne stadskerk
De Basiliek van Onze-Lieve-Vrouw-Tenhemelopneming is tegenwoordig een moderne stadskerk, die niet alleen de eigen rooms-katholieke parochie bedient, maar ook voor Maastrichtenaren uit andere wijken en van andere geloofsovertuigingen, en voor bezoekers van buiten de stad betekenis heeft. Met name de kapel van de Sterre der Zee trekt bezoekers uit de hele wereld, die hier een kaarsje komen aansteken. Het grotendeels middeleeuwse gebouw, de romaanse bouwsculptuur, de kerkinrichting en de kunsthistorische voorwerpen in de schatkamer behoren daarnaast tot de belangrijke toeristische attracties van Maastricht.
Op 14 april 2014 werd in de kerk een monument onthuld ter gedachtenis aan de slachtoffers van seksueel misbruik binnen de Rooms-Katholieke Kerk. Het gedenkteken Op weg naar verzoening van kunstenaar Pierre Habets werd tijdens een boeteviering onthuld door bisschop Wiertz en de voorzitter van de belangengroep van misbruikslachtoffers Mea Culpa.

## Beschrijving exterieur
Het gebouw is grotendeels in kolenzandsteen opgetrokken en wordt gerekend tot de Maasromaanse groep van kerken, die onder andere gekenmerkt wordt door de aanwezigheid van robuuste westwerken en oostpartijen met koortorens, soms ook door pseudotransepten, verhoogde zijbeuktraveeën die dienden ter ondersteuning van het gewelf.

### Oostpartij
De oostpartij van de Onze-Lieve-Vrouwebasiliek bestaat uit een apsis met flankerende koortorens uit het midden van de 12e eeuw. Deze verving een oostpartij waaraan men slechts een paar decennia eerder was begonnen, maar die waarschijnlijk nooit is afgebouwd. Van die oudere koorpartij bevinden zich restanten van de koortorens in de crypte. Wellicht werden de plannen gewijzigd onder invloed van de bouw van de nieuwe Sint-Lambertuskathedraal in Luik. De romaanse kapitelen aan de buitenzijde van de apsis zijn op twee na vervangen tijdens de Cuypers-restauratie, waarbij wel zo nauwkeurig mogelijke kopieën werden gemaakt. Hetzelfde geldt voor de kapitelen van de koortorens en transeptkapellen. De sterk gerestaureerde koortorens hebben een massief mergelstenen spits met een rombisch dak. De noordelijke toren is vanaf de fundamenten opnieuw opgemetseld; de zuidelijke Sint-Barbaratoren voor een deel. Aan weerszijden van de torens zijn de eveneens grotendeels herbouwde apsidiolen van de transeptkapellen te zien. Naast de noordelijke transeptkapel ligt de Sint-Annakapel, die via de voormalige kapittelzaal verbonden is met de kruisgang. De zuidelijke transeptkapel gaat grotendeels schuil achter het neoclassicistische wachthuis van de voormalige Onze-Lieve-Vrouwepoort.

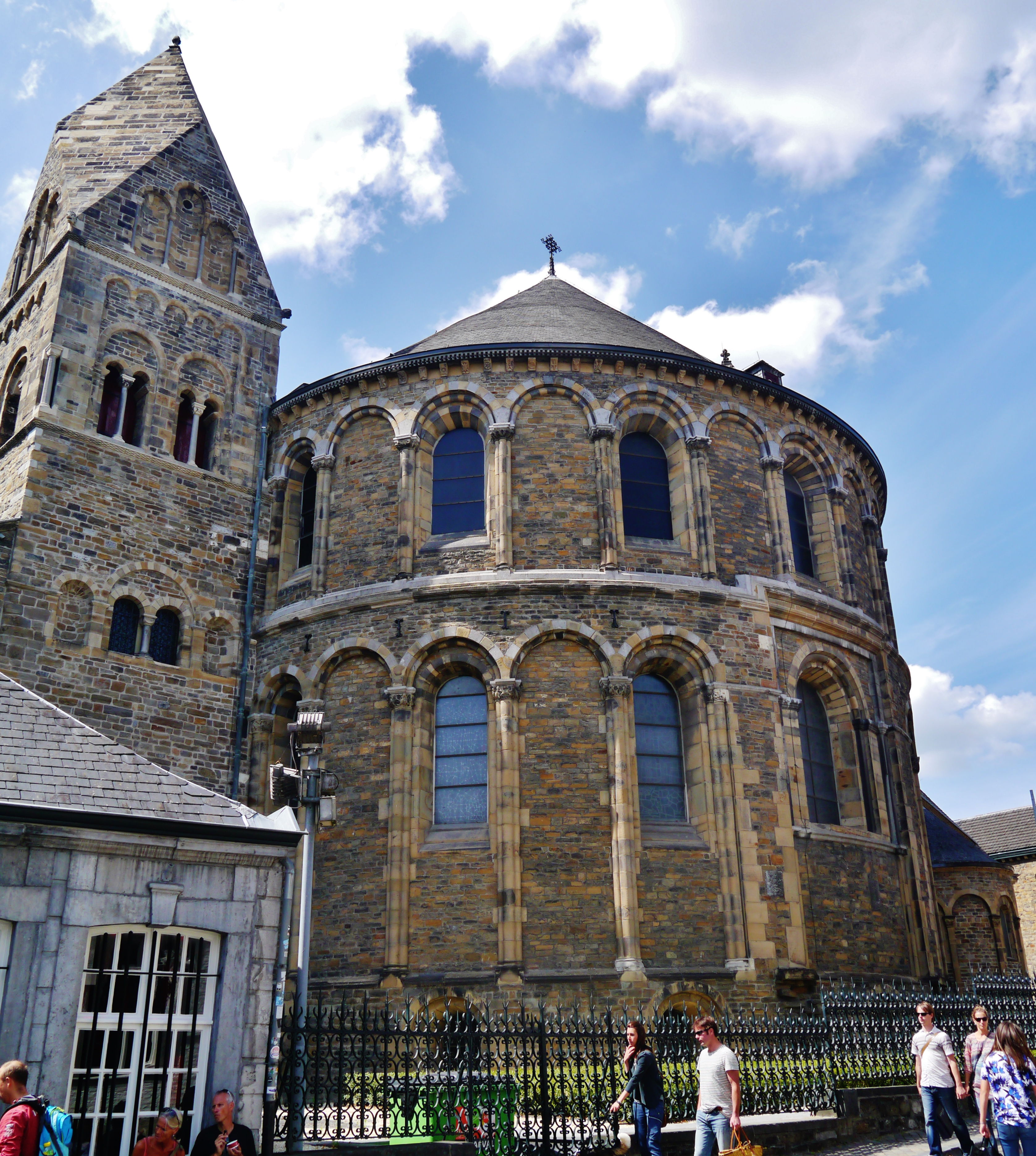
Sint-Barbaratoren en apsis
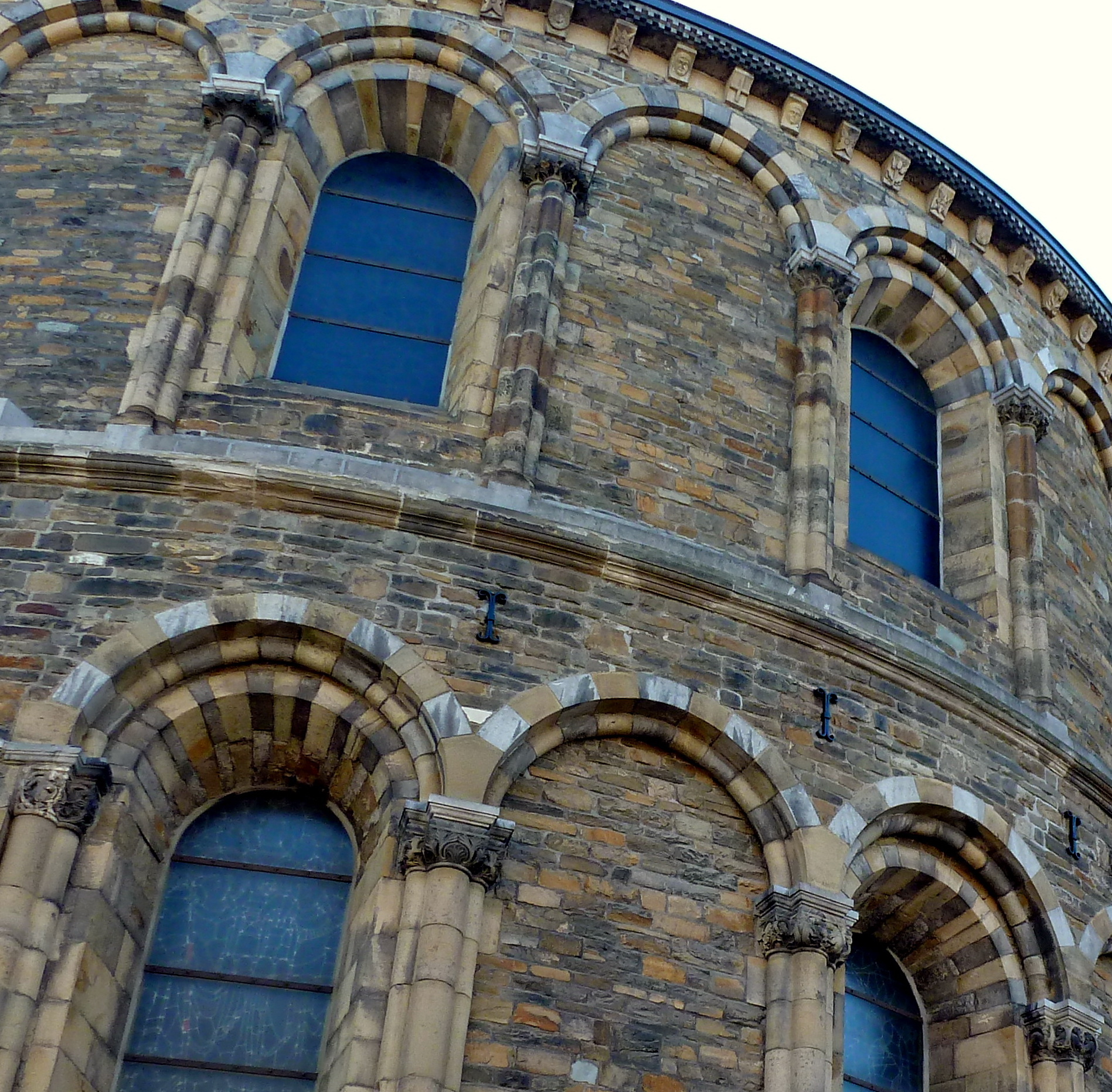
Detail apsis met kapitelen
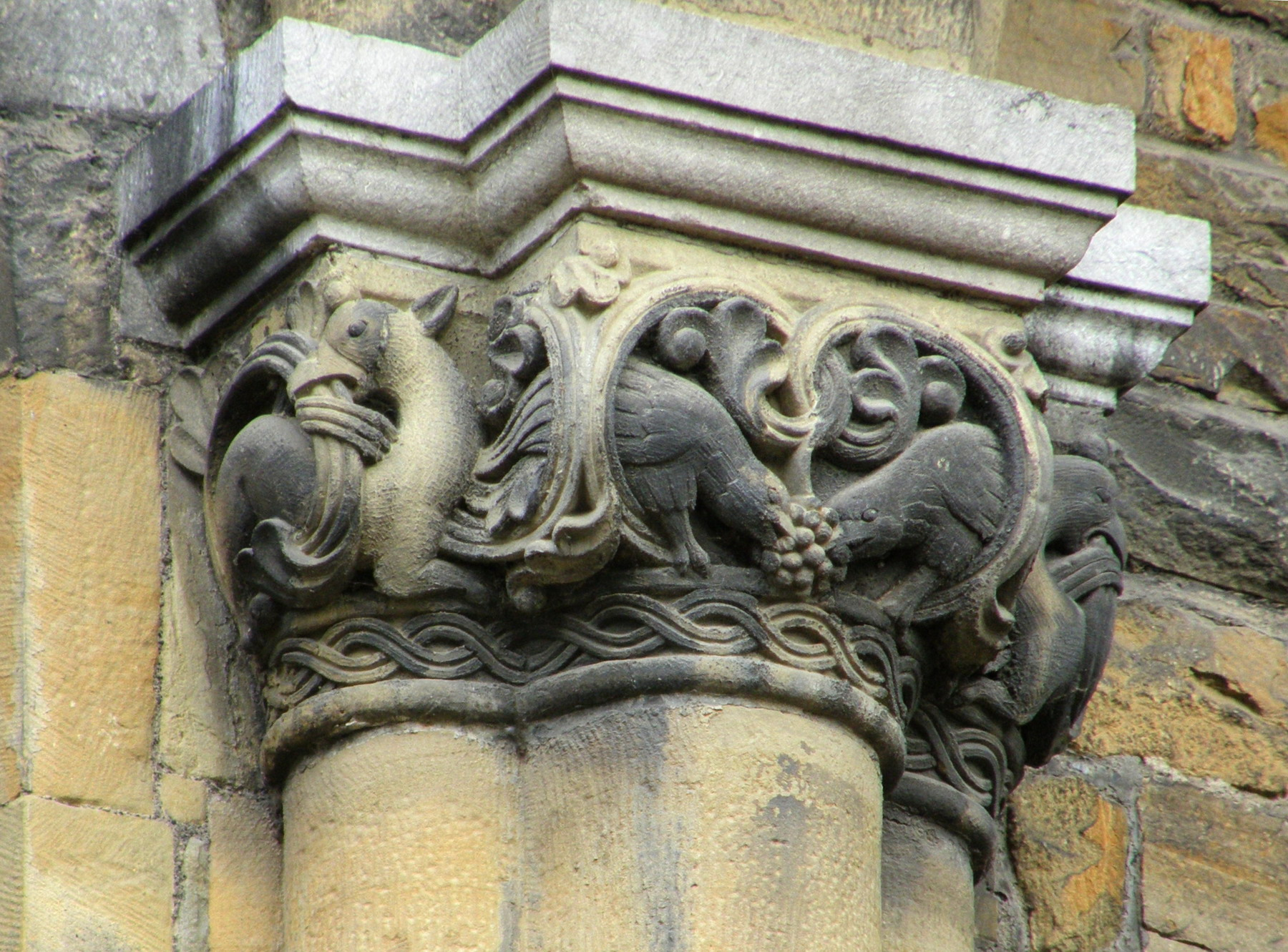
Kapiteel met dieren
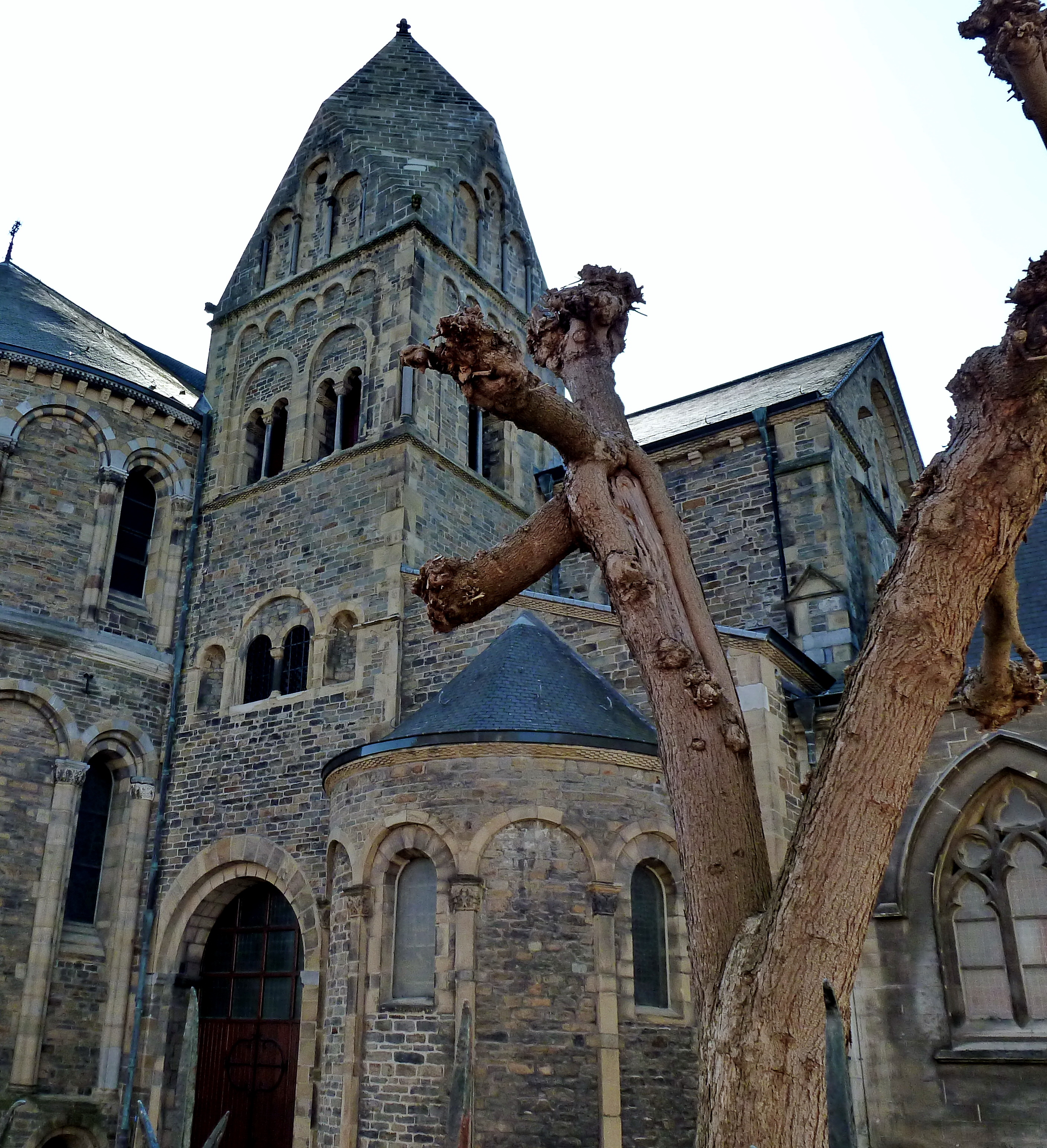
Noordtoren en transeptkapel

### Schip en transepten
Het schip dateert grotendeels uit de tweede helft van de 12e eeuw. Het hogere middenschip heeft een met leien gedekt zadeldak; de zijbeuken zowel zadel- als lessenaarsdaken. Bij de restauratie aan het einde van de 19e en begin 20e eeuw werd het middeleeuwse karakter van de kerk sterk benadrukt. De brede gotische spitsboogvensters maakten plaats voor smalle romaanse rondboogvensters. Ter weerszijde van de viering bevinden zich de eigenlijke transepten. Westelijk daarvan bevinden zich aan elke zijde twee pseudotransepten met telkens twee oculusvensters en een vierpasvenster. Het verschil tussen de transepten en pseudotransepten is goed te zien op de maquette van de kerk in de schatkamer.

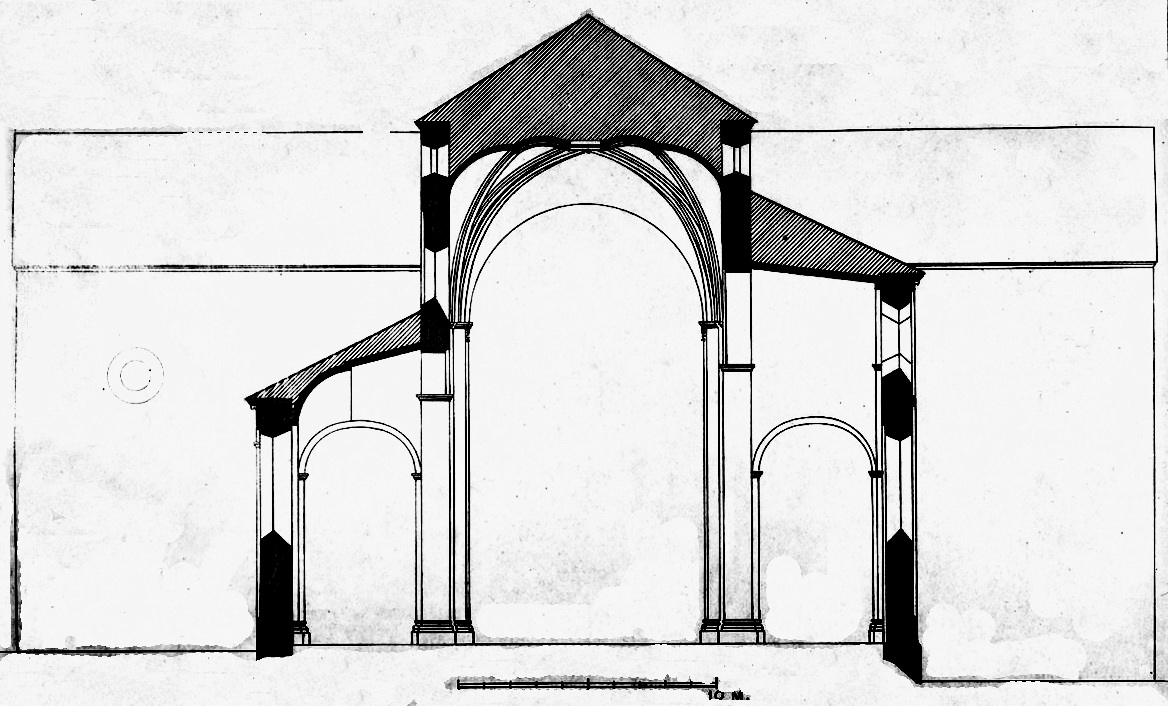
Dwarsdoorsnede kerk met schip en zijbeuken
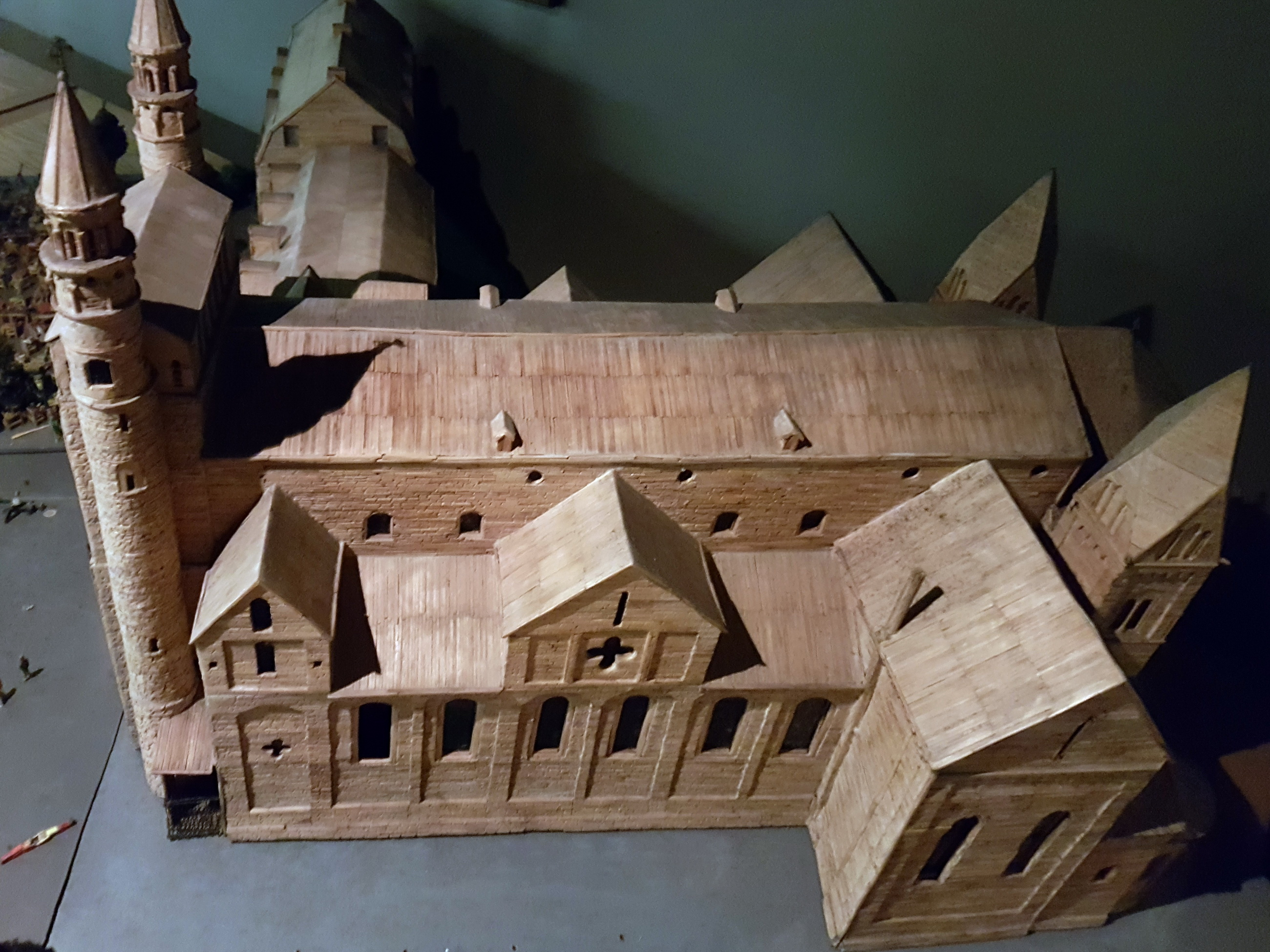
Schip en zuidbeuk met pseudotransepten (maquette)
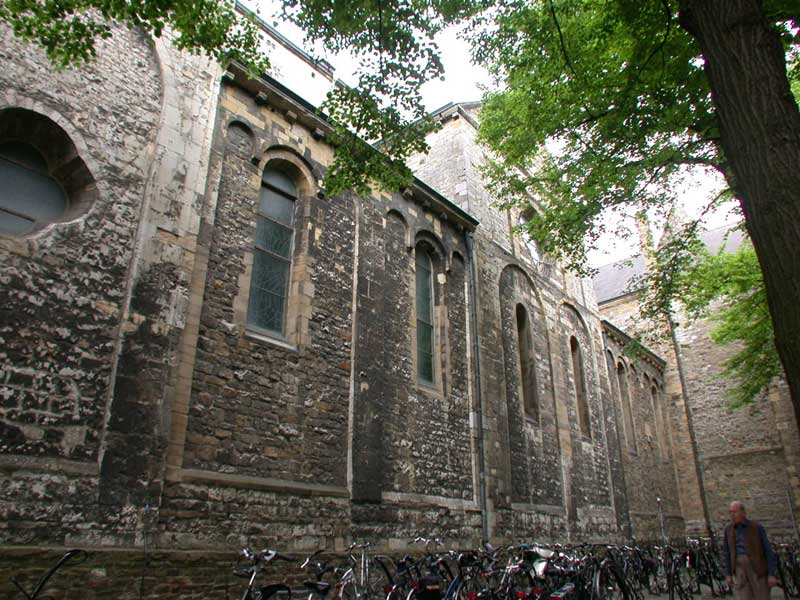
Zuidbeuk met pseudotransepten
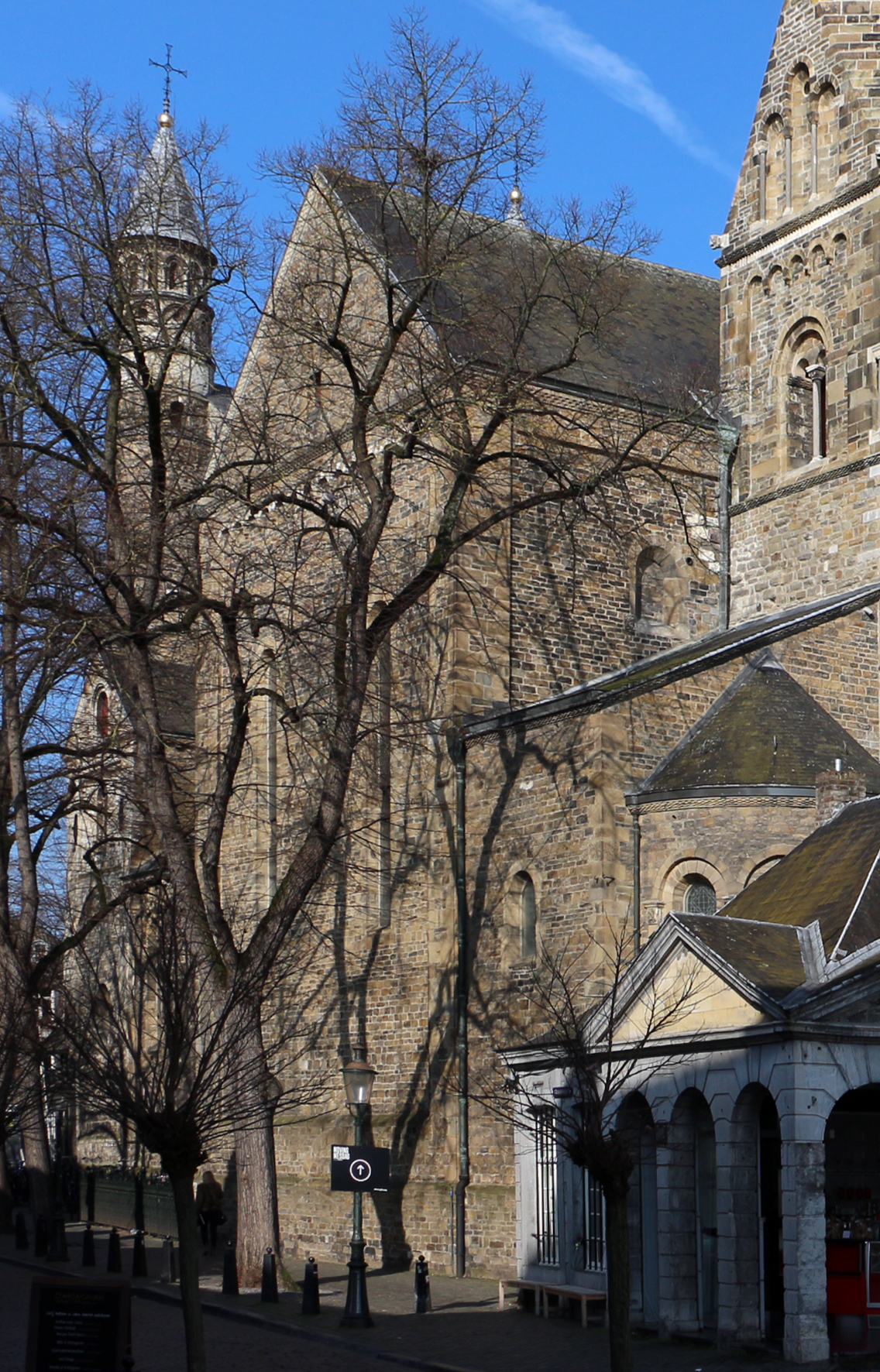
Zuidertransept

### Westwerk en noordwestportaal
Het meest opvallende deel van de kerk is het hoge, 11e-eeuwse westwerk, een massieve muur van kolenzandsteen met twee traptorens. Waarschijnlijk werd al in de 12e eeuw een verdieping in mergel toegevoegd. Deze wordt gemarkeerd door een waterlijst die zich op 25,5 m hoogte bevindt. Het met leien gedekte dak reikt tot ruim 29 m hoogte; de torenspitsen met kruizen tot bijna 40 m. De bovenste twee geledingen van de traptorens zijn versierd met een rondboogarcade. De zuiltjes daarvan hebben gebeeldhouwde basementen en kapitelen.
Een gotisch portaal aan de noordzijde van het westwerk biedt toegang tot de kerk. In zijn oorsprong dateert dit portaal uit de 13e eeuw, maar rond 1500 werd het in laatgotische stijl verbouwd, samen met de achterliggende Merodekapel. Het onderste deel van Naamse steen en harde mergel oogt nog romaans. De bovenhelft is versierd met gotisch traceerwerk, pinakels, kruisbloemen en (neogotische) beelden van Franse kalksteen.

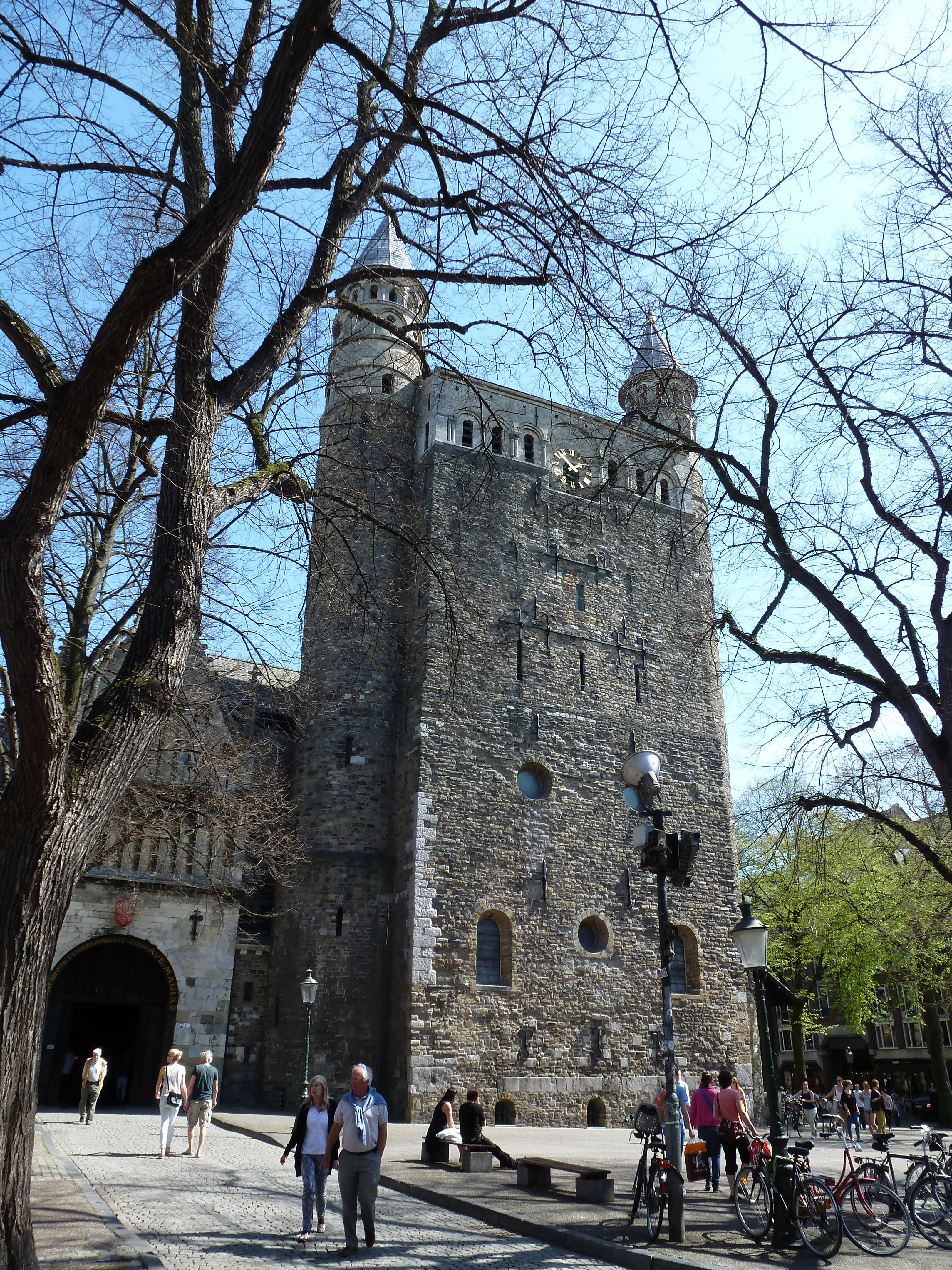
Westwerkfaçade en portaal
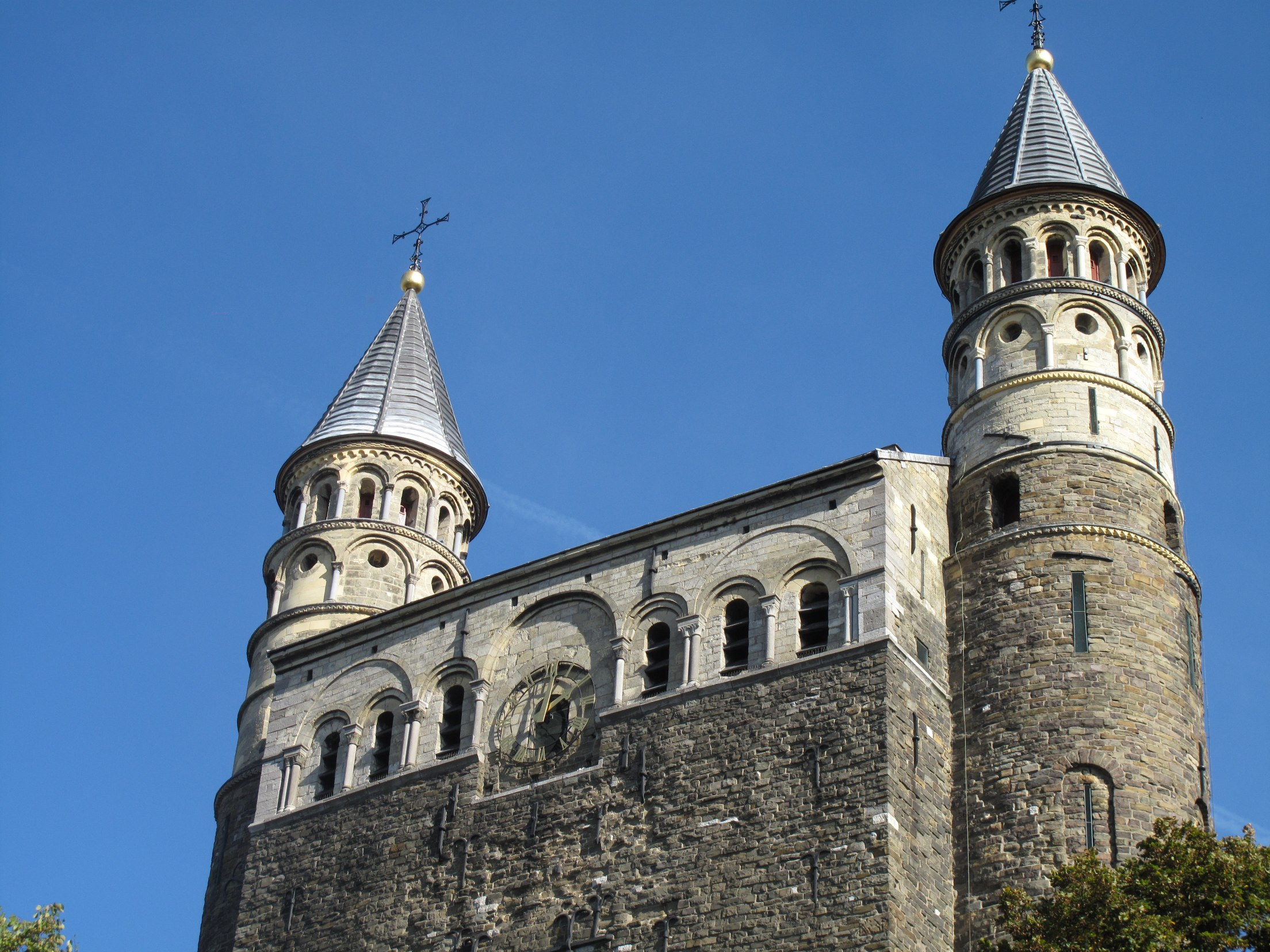
Westwerk met torenspitsen
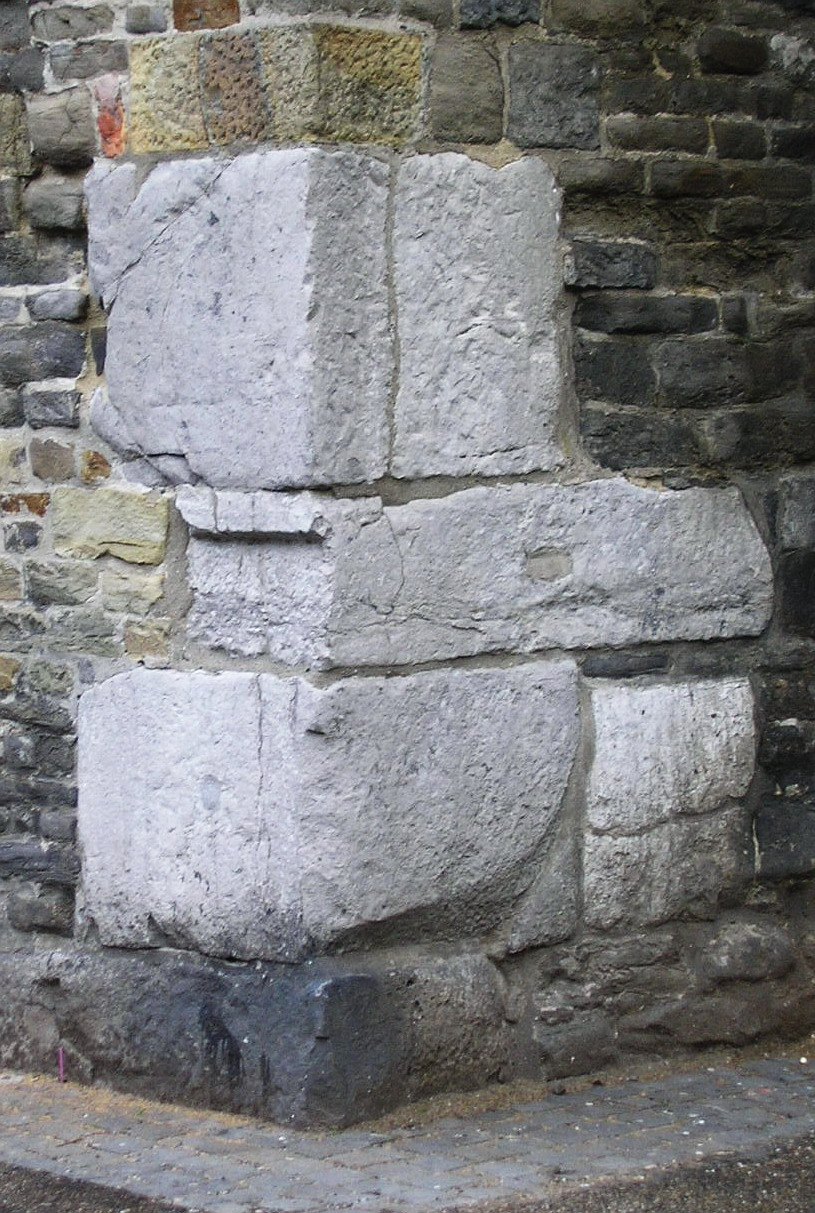
Romeinse spolia westwerk
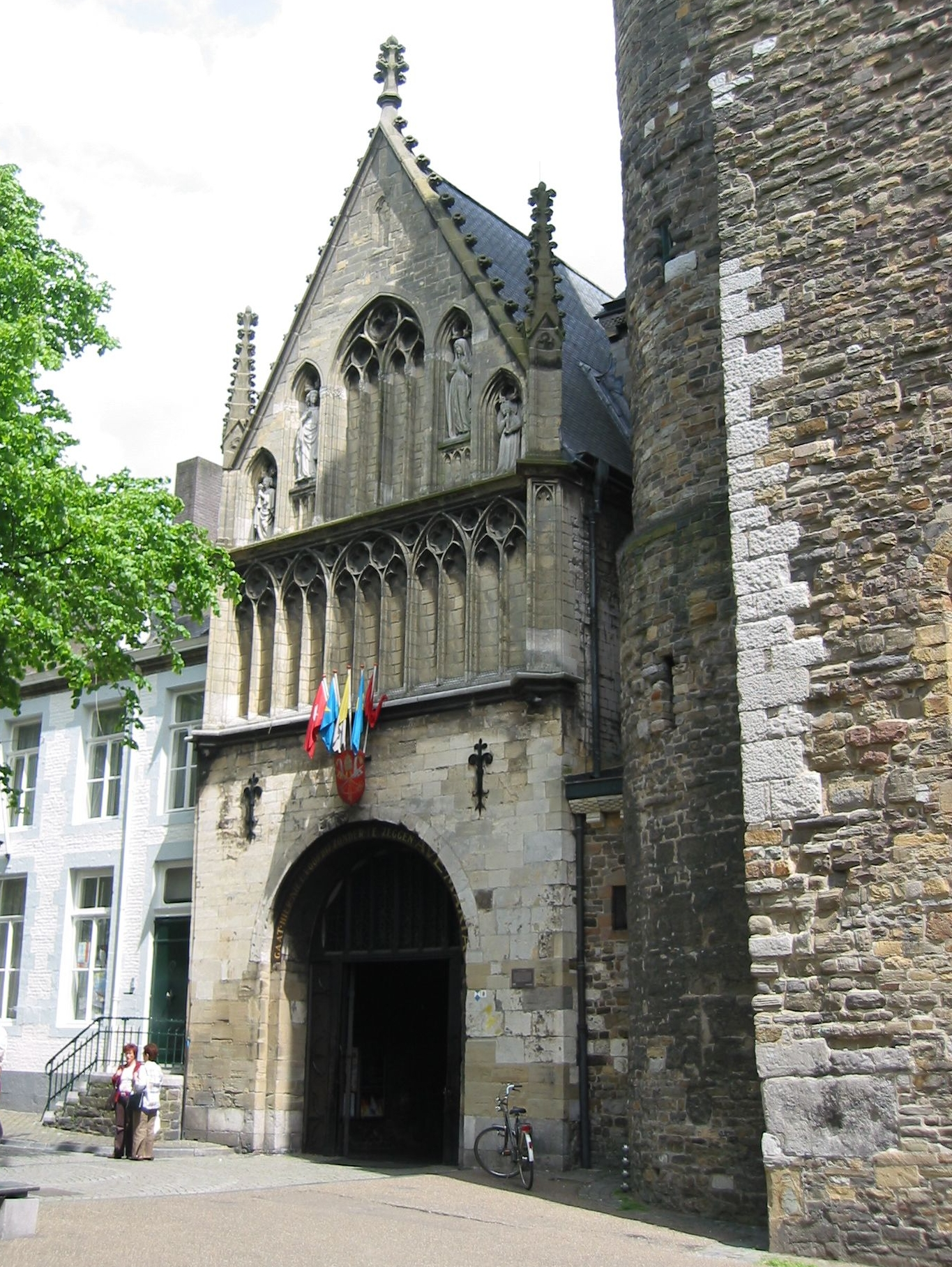
Noordwestportaal

### Kruisgang en pandhof
Via de kerk heeft men toegang tot de kruis- of kloostergang, die een tuin omsluit, de pandhof. De tuin meet circa 19,5 × 25,3 m. De drie kloostergangen, opgetrokken uit Naamse steen en Limburgse mergel, zijn gemiddeld 4,5 m breed en 6,5 m hoog. De vensters hebben traceringen, met daarin verwerkt enkele heraldische symbolen. Aan de kruisgang grenzen de Merodekapel (zie hieronder) en de voormalige kapittelzaal, thans in gebruik als sacristie, met aansluitend de Sint-Annakapel uit 1282. De schatkamer is gevestigd in een modern pand grenzend aan de Havenstraat, maar is toegankelijk vanaf de oostelijke kloostergang. De kruisgang is in de periode 1558-59 gebouwd in late Maasgotische stijl en verving een oudere, romaanse kloostergang. Enkele 12e-eeuwse kapitelen van die kloostergang worden in het Bonnefantenmuseum bewaard. Een tweetal zuiltjes zijn bewaard gebleven in de deuromlijsting van de kapittelzaal. Het bovenstuk daarvan vertoont de kenmerken van de Luikse renaissance. De vloer van de kruisgang is geplaveid met grafzerken uit verschillende perioden. Een aantal daarvan is afkomstig uit de in 1838 afgebroken Sint-Nicolaaskerk. Deze hebben meest Nederlands- of Franstalige opschriften. De grafzerken van de kanunniken, die vóór de opheffing van het kapittel hier werden begraven, hebben meestal Latijnse teksten, vaak versierd met wapenschilden. Aan de wanden hangen veertien ruitvormige rouwborden, eveneens afkomstig uit de Sint-Nicolaaskerk.

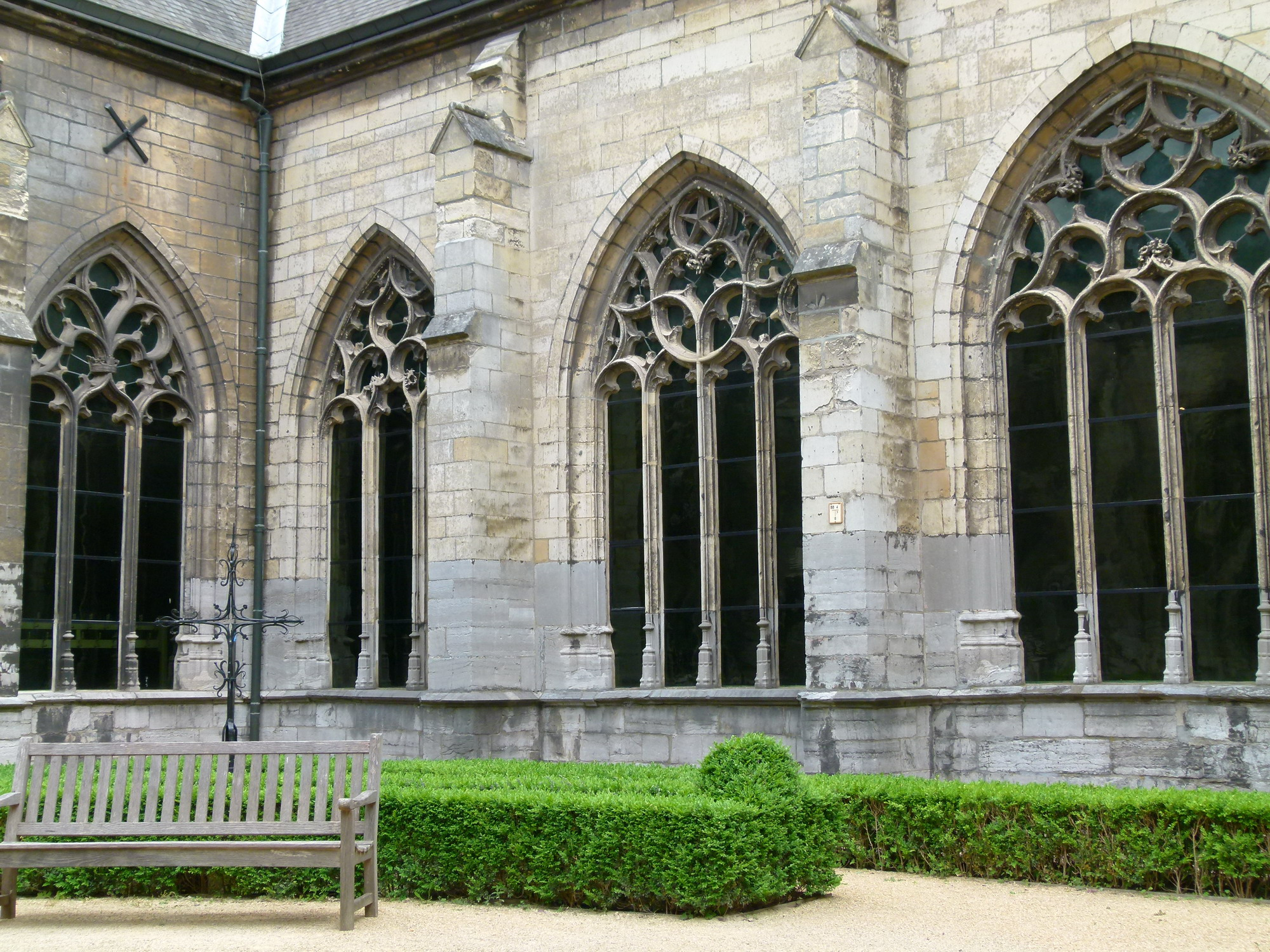
Pandhof met noordelijke kruisgang
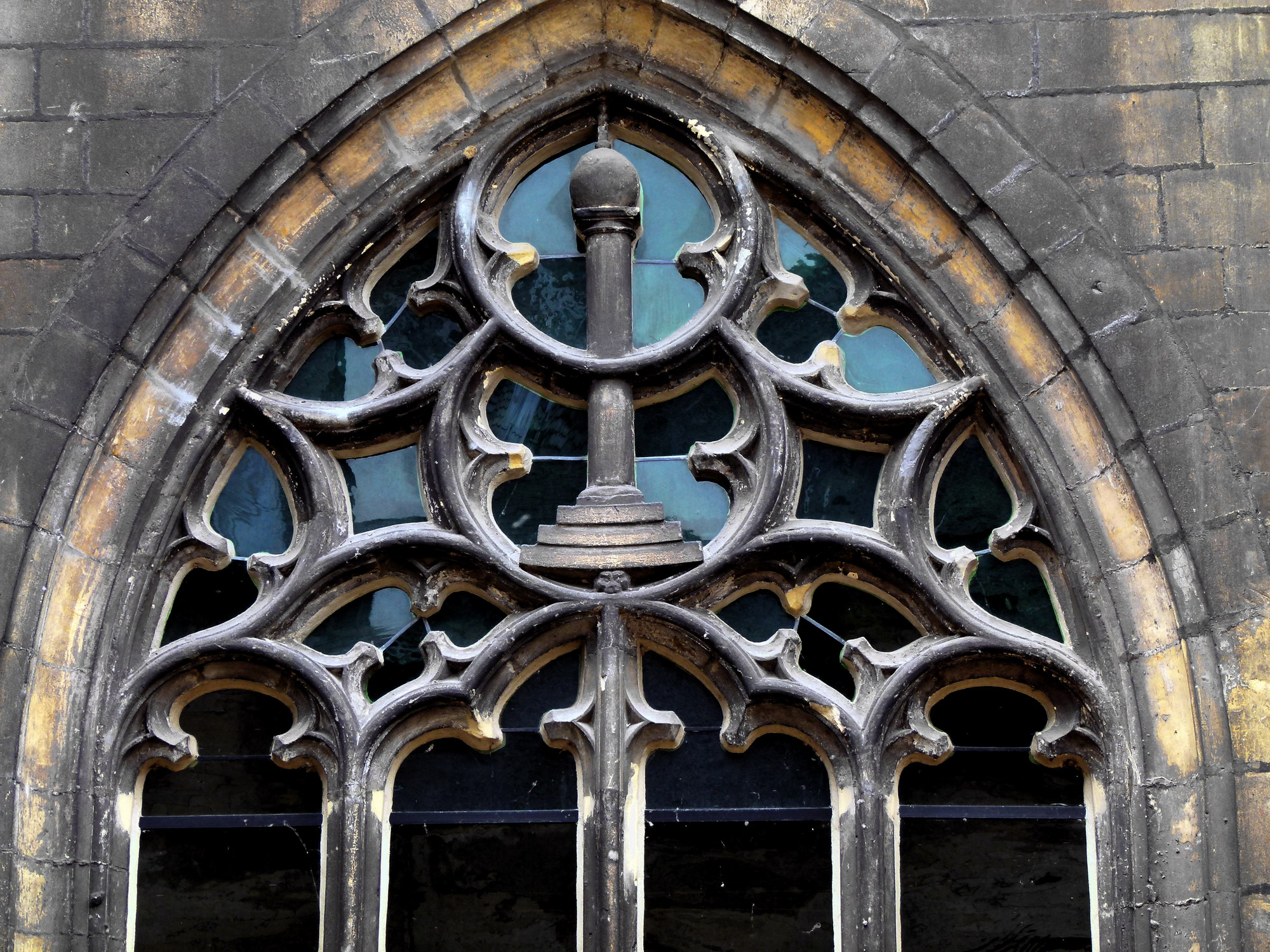
Laatgotisch venster met Luikse perroen
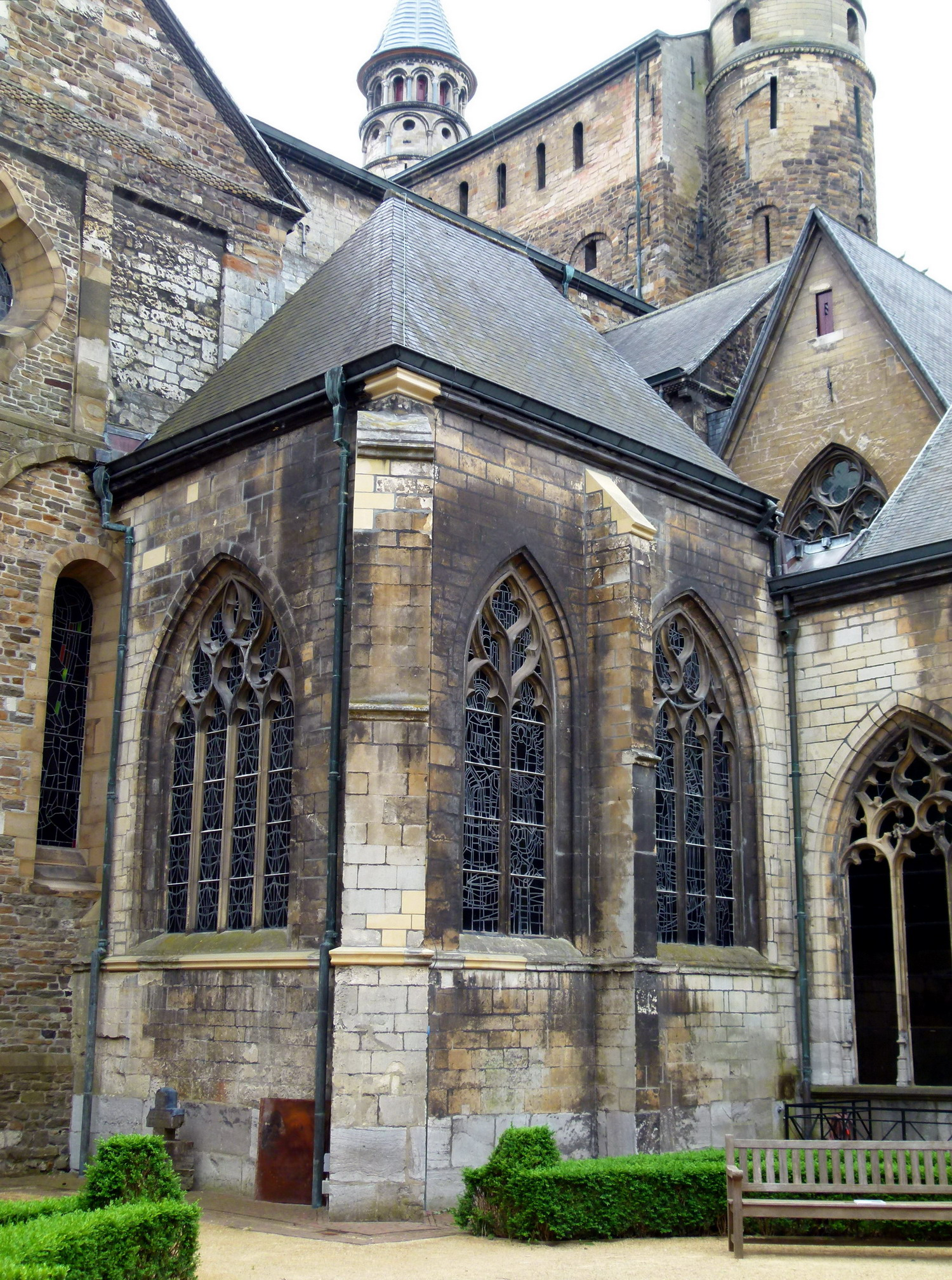
Zicht op Merodekapel vanaf de pandhof
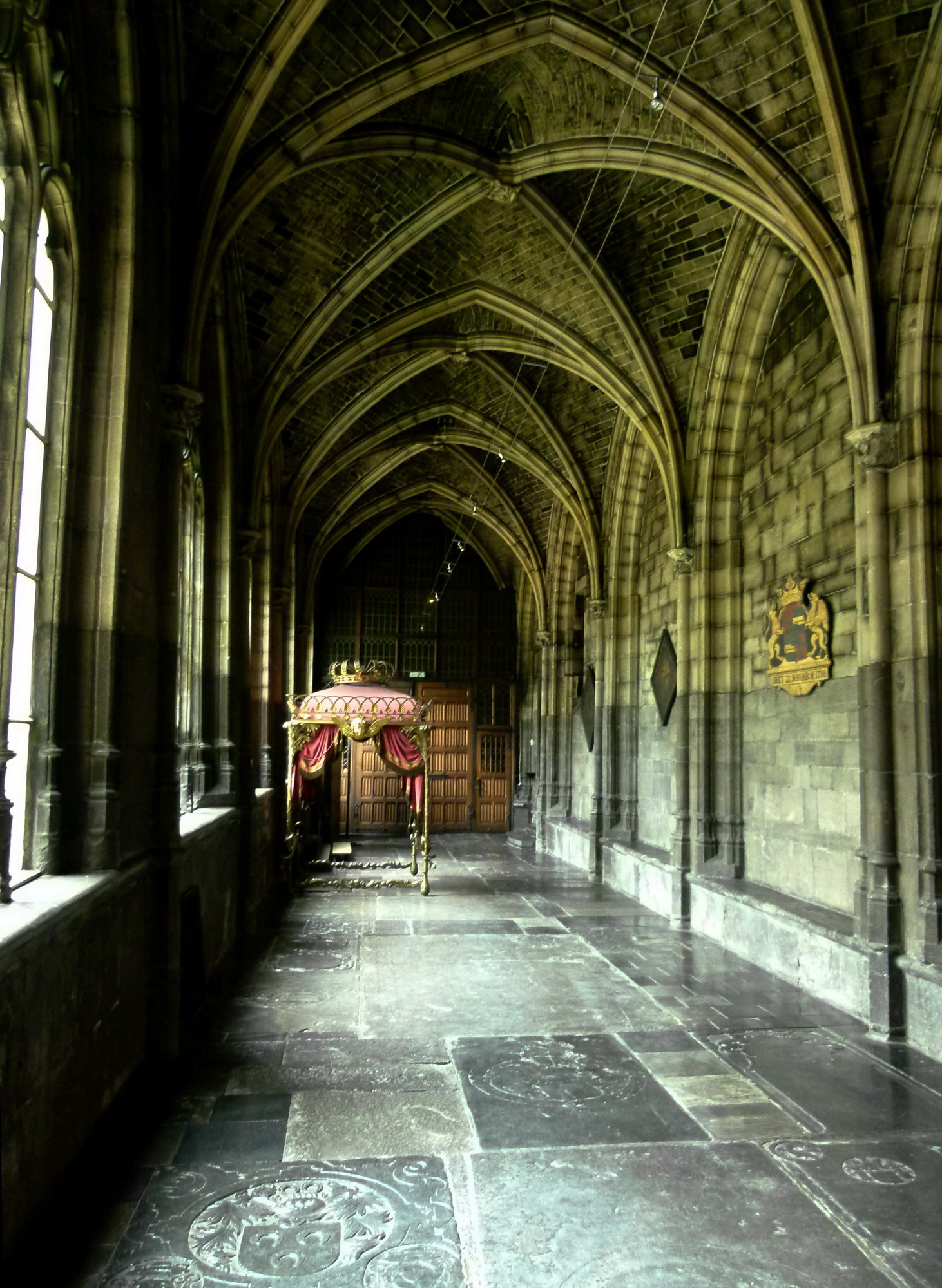
Westelijke kruisgang met grafzerken en rouwborden

## Beschrijving interieur
Ondanks diverse wijzigingen in latere periodes, ademt het interieur van de kerk een 'authentiek' romaanse sfeer, wat vooral komt door de niet-gepleisterde pijlers en muraalbogen, en de smalle vensteropeningen die weinig licht binnenlaten. Zoals eerder vermeld is dit grotendeels het werk van architect Cuypers.

### Cryptes

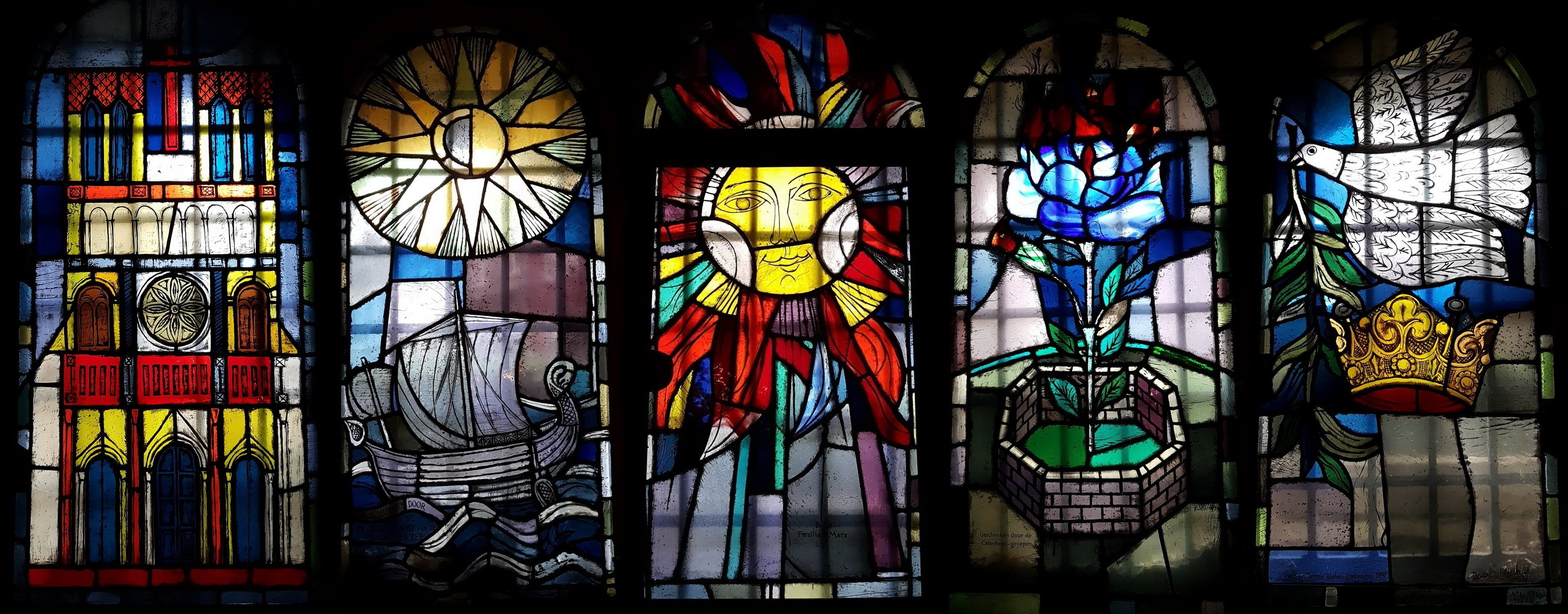
5 gebrandschilderde ramen in de oostcrypte met titels van Maria: "Gouden huis", "Sterre der zee", "Morgenster", "Mystieke roos" en "Koningin van de vrede" (Daan Wildschut, 1987)

De kerk bezit twee cryptes, beide uit de 11e/12e eeuw: de oostcrypte onder het oostkoor en de viering, en de kleinere westcrypte onder het westkoor.
De vloer van de oostcrypte ligt 3,85 m onder de kerkvloer, die van de westcrypte 2,15 m. De half boven de grond uitstekende oostcrypte is vanuit de transepten zichtbaar en toegankelijk. De crypte bestaat uit een vierbeukige ruimte met kruisribgewelven, gedragen door drie rijen van vijf zuilen, en aan de oostzijde een breder, halfrond gedeelte met een kooromgang. De kooromgang in de crypte correspondeert met die erboven in het priesterkoor. De teerlingkapitelen dateren uit de 12e eeuw, hoewel een viertal kapitelen waarschijnlijk ouder is (1e kwart 11e eeuw). Deze zijn bij de herbouw van de crypte in de 12e eeuw opnieuw gebruikt. In de crypte bevindt zich een altaar, vanouds gewijd aan Sint-Blasius (zie hierboven). De grafsteen van Elizabeth Strouven, stichteres van het klooster Calvariënberg, is in 1838 overgebracht uit de Sint-Nicolaaskerk, waar deze na de sluiting van het gesticht Calvariënberg in de Franse tijd terechtgekomen was. In de oostcrypte bevinden zich enkele beelden: een gekroond corpus van een crucifix, een barokke Madonna met Kind en een piëta. De zeven gebrandschilderde ramen zijn van de hand van Daan Wildschut en dateren uit 1987.

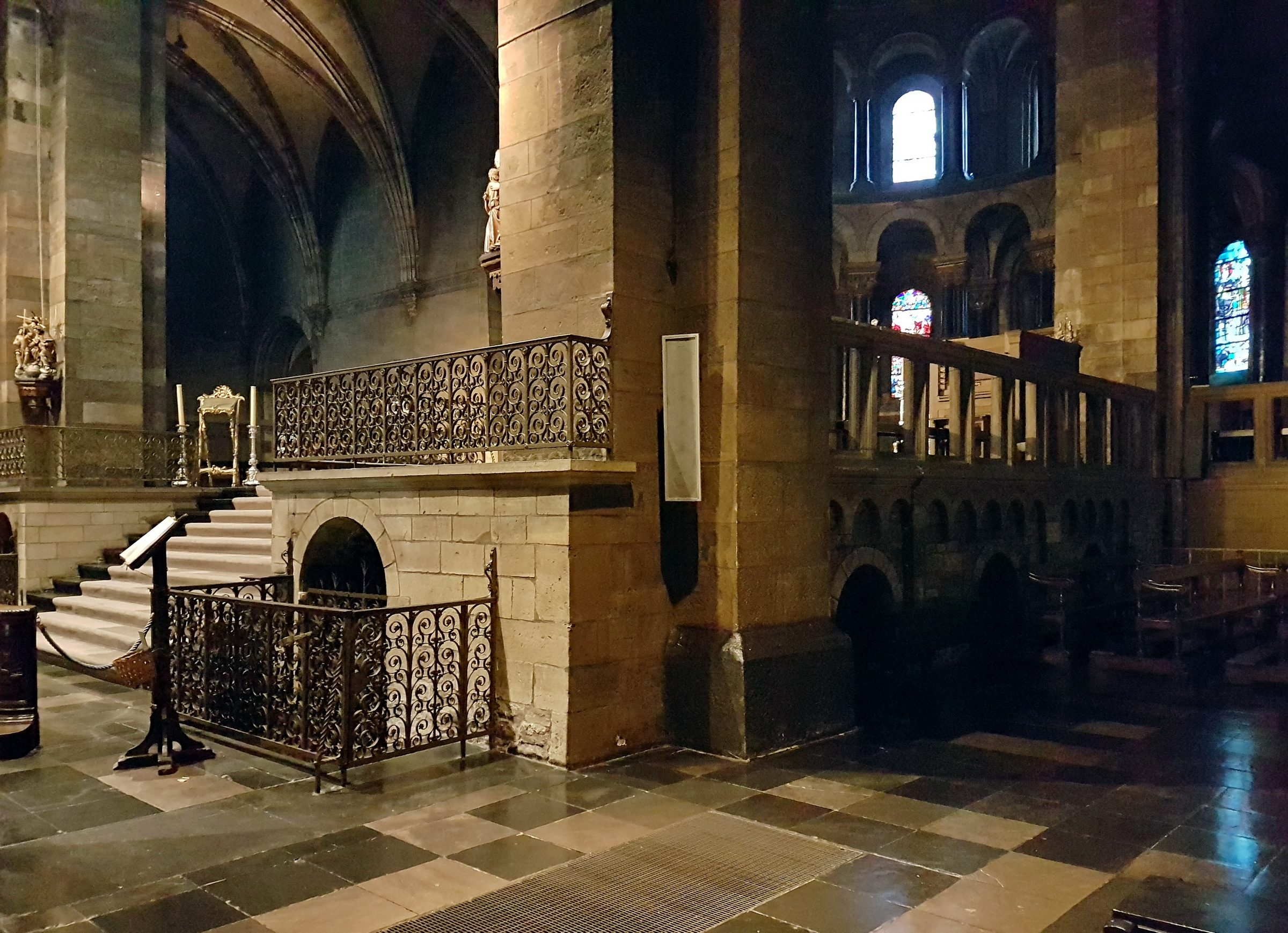
Ingang oostcrypte
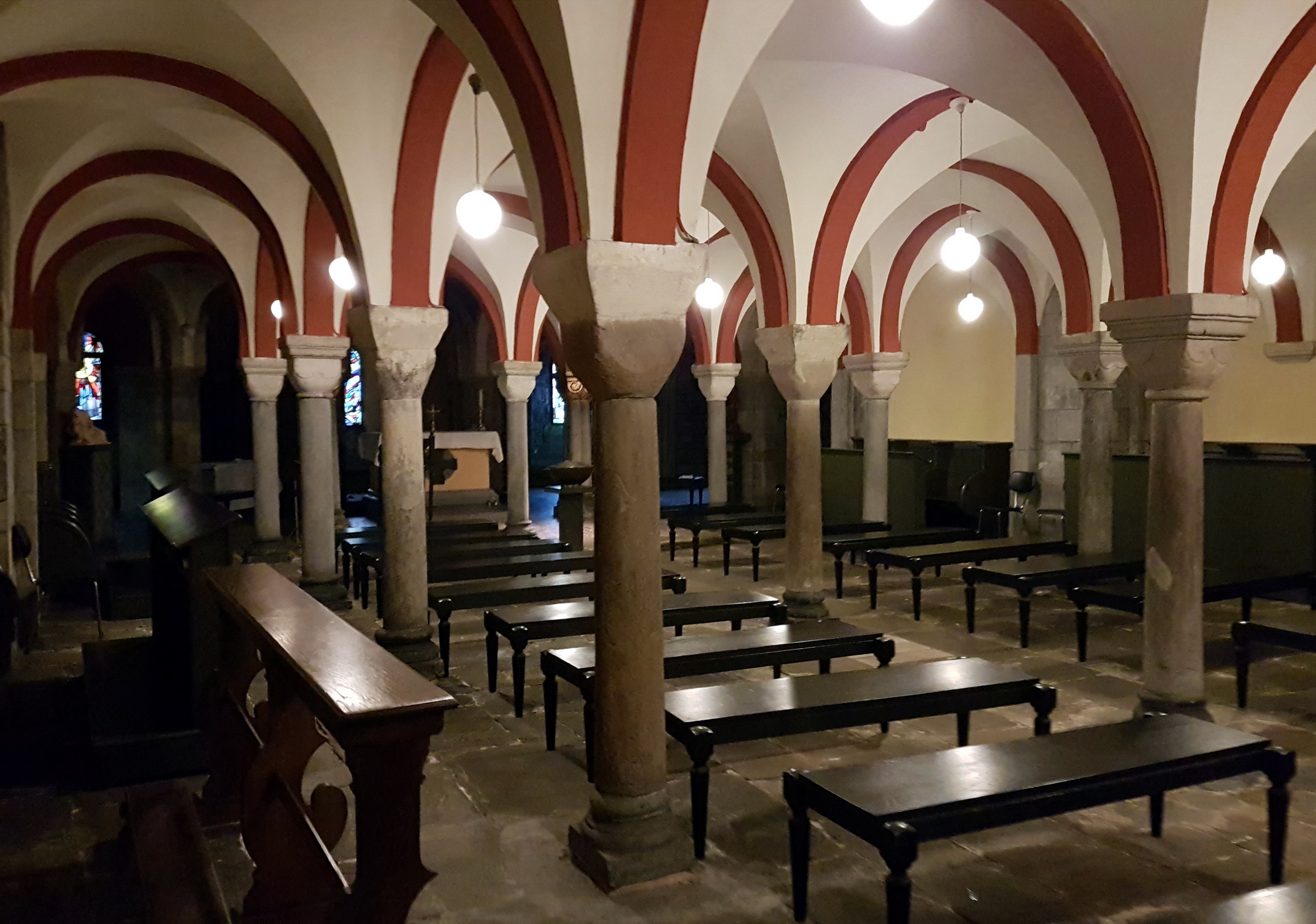
Overzicht oostcrypte
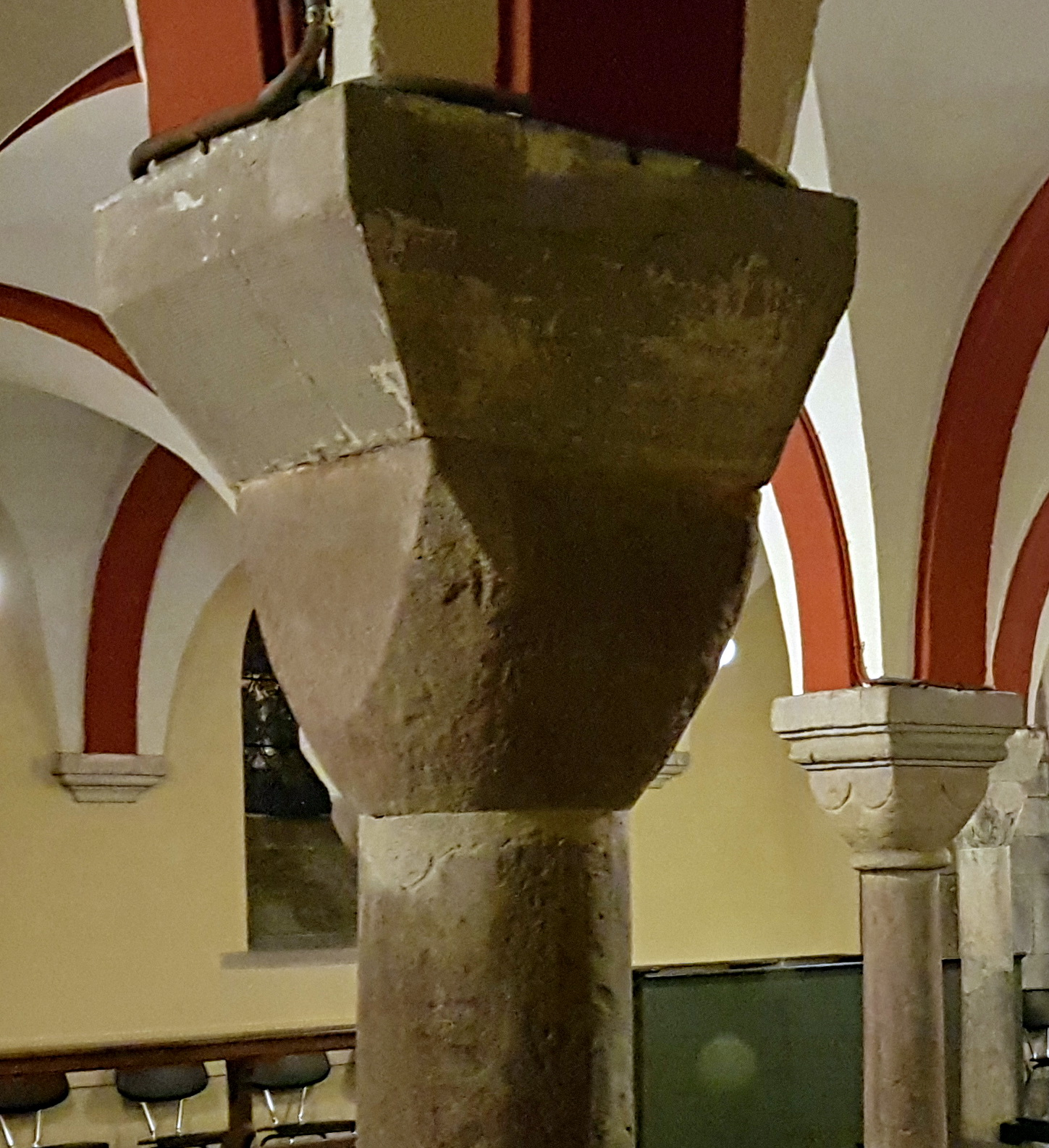
Romaanse kapitelen
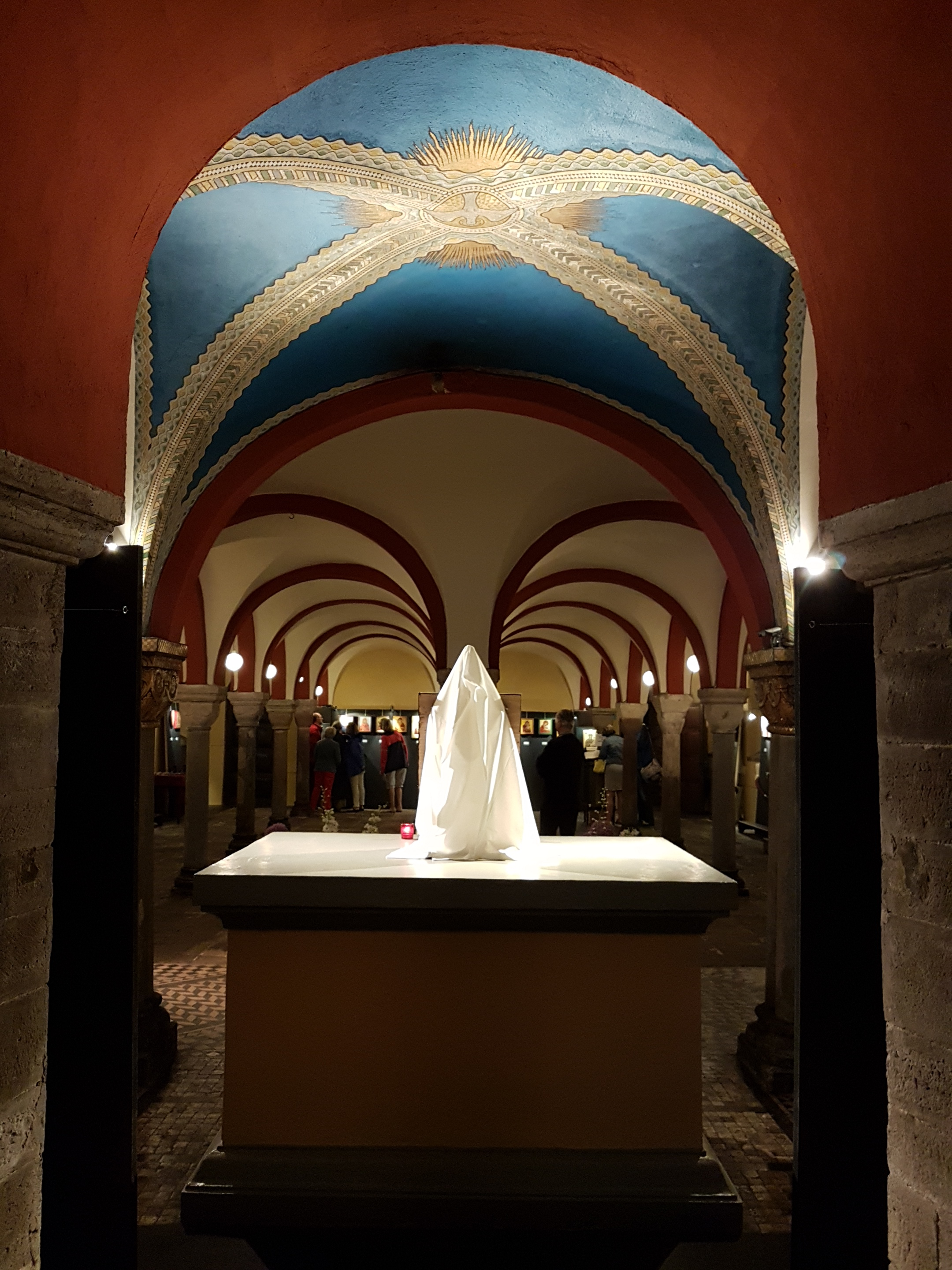
Sint-Blasiusaltaar

De crypte in het westwerk is verdeeld in drie traveeën en meet 9,8 × 5 m, met een hoogte van 2,8 tot 3 m. De 11e-eeuwse muren en gewelven zijn hier niet, zoals in de oostcrypte, gepleisterd, zodat de ruwe kolenzandsteen hier zichtbaar is gebleven. In de westwand bevinden zich drie; in de oostwand een rondboogvenster met laat-19e-eeuws gebrandschilderd glas. De westwerkcrypte is in gebruik als boek- en souvenirwinkel en als informatiepunt over de basiliek.

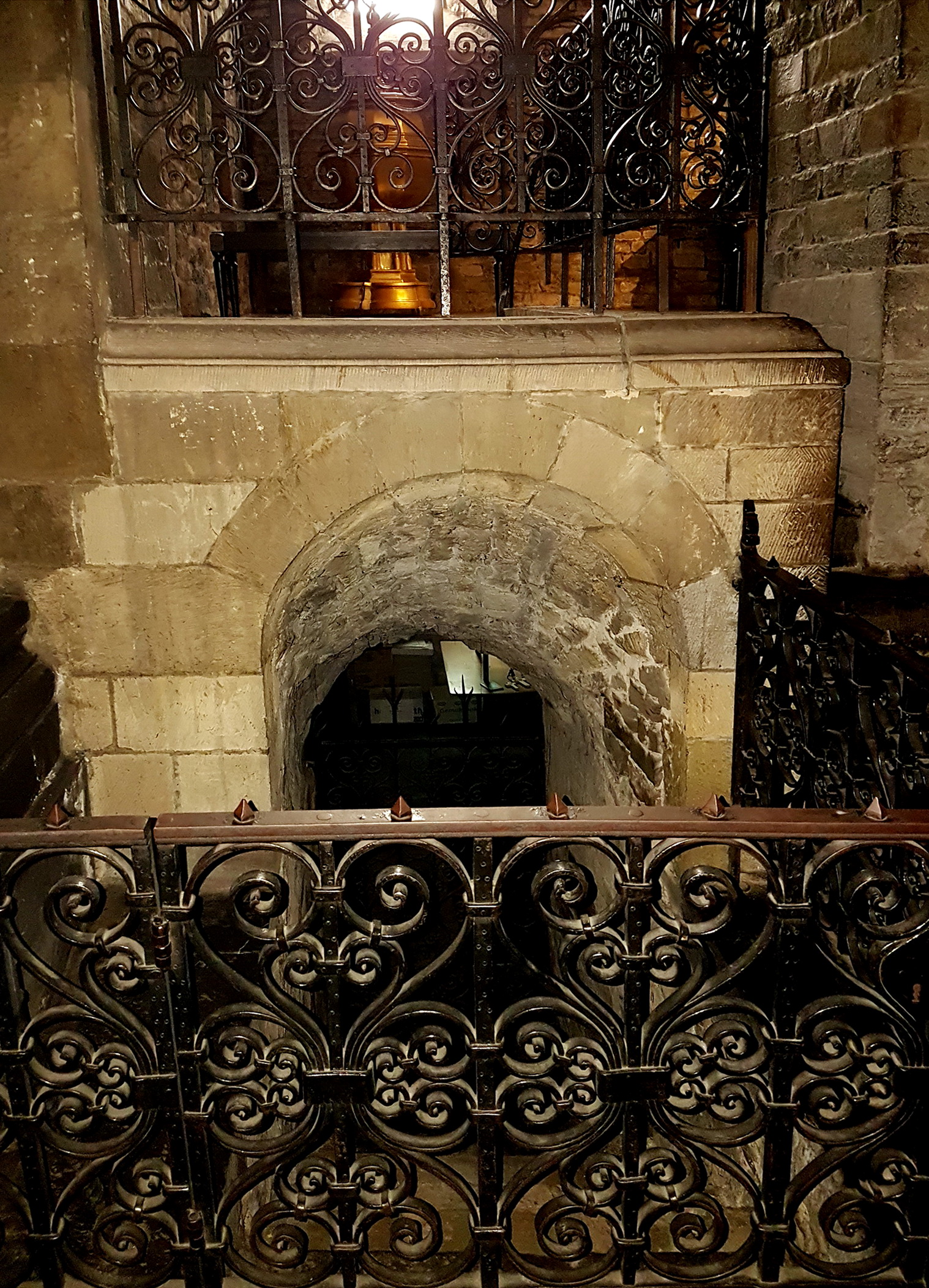
Ingang westcrypte
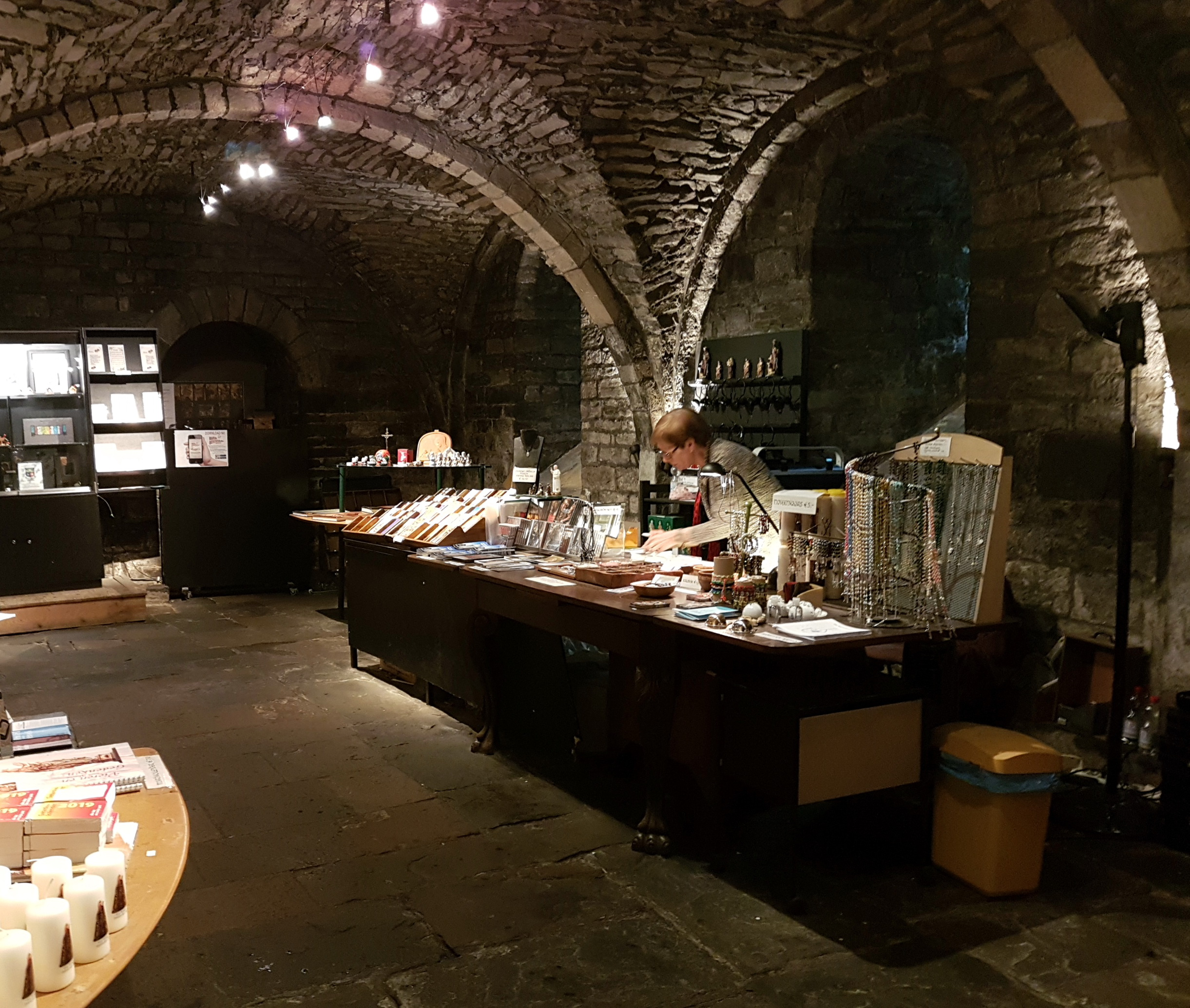
Zicht naar het zuidwesten
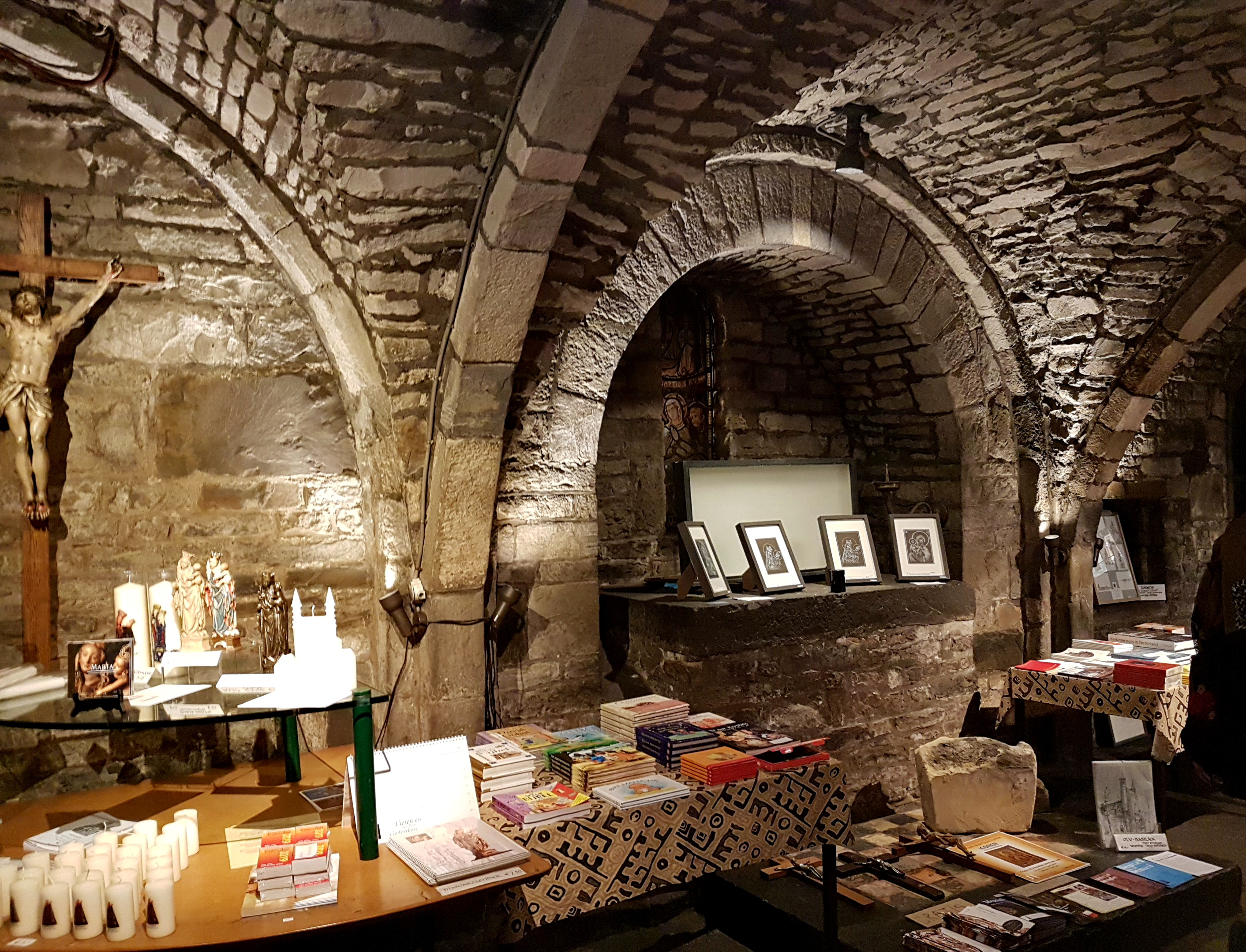
Oostwand
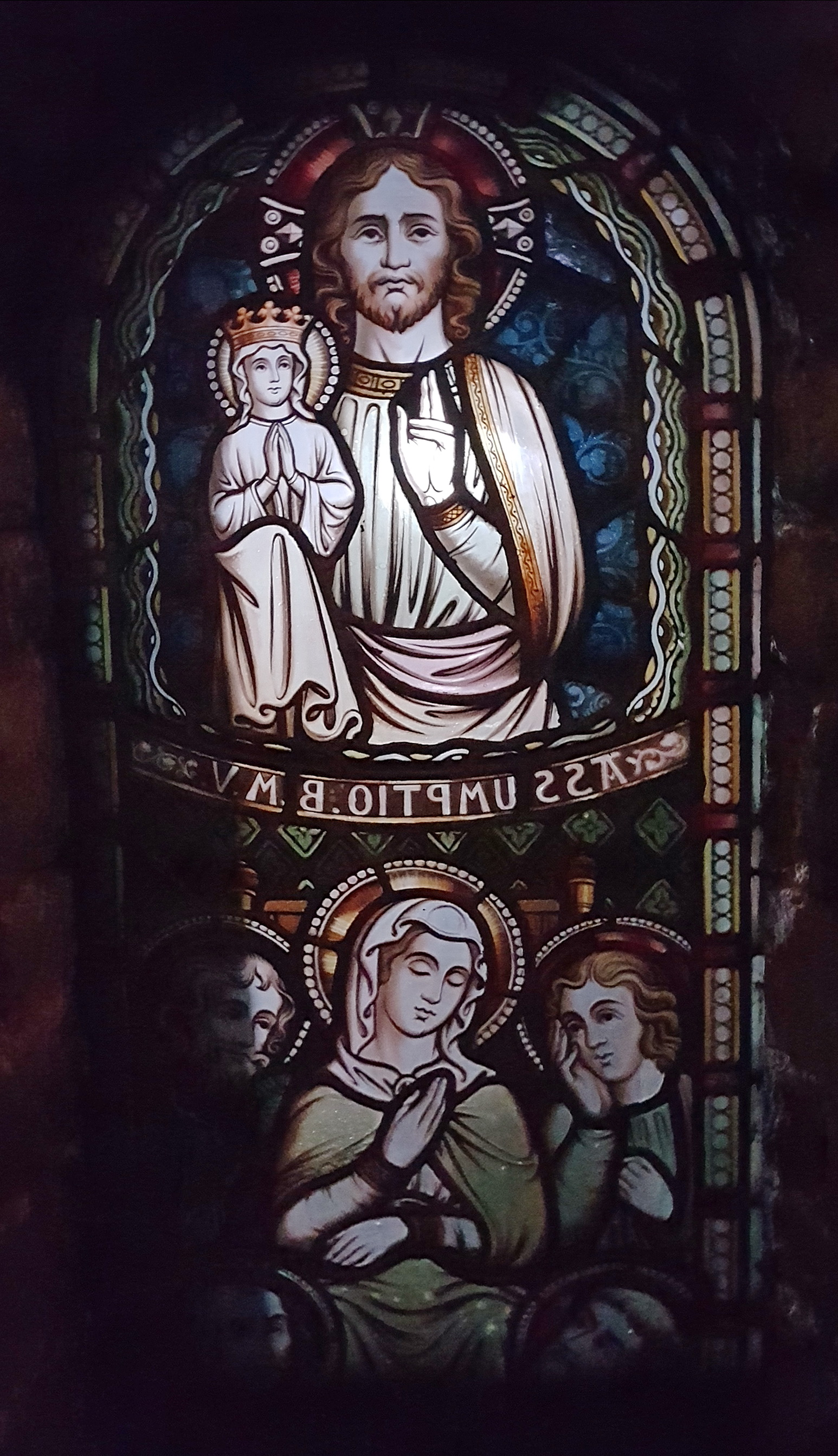
Gebrandschilderd raam

### Koor, kooromgang en viering

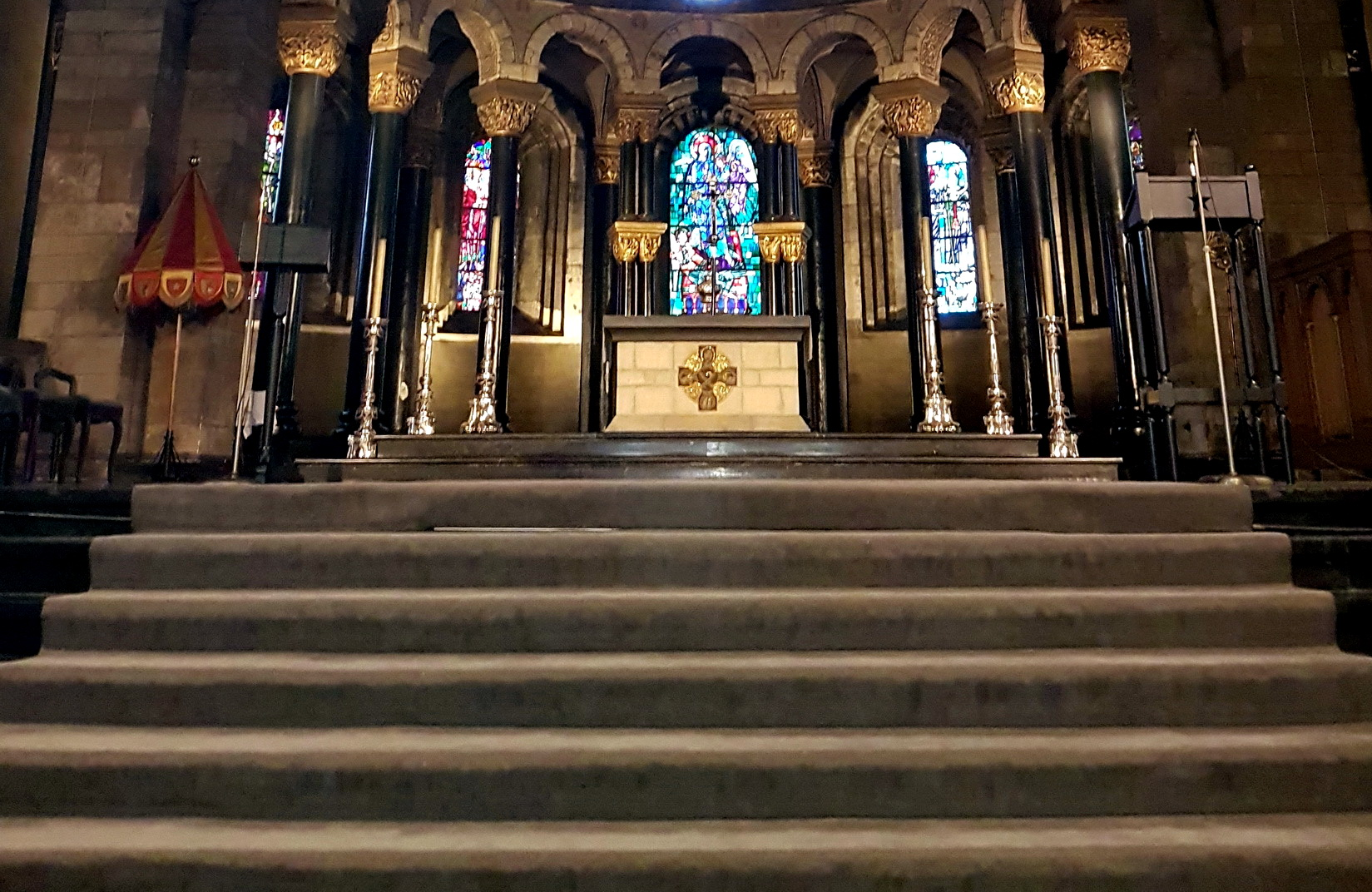
Koortrappen en kooromgang. Centraal het volksaltaar en links het conopeum

Het priesterkoor en de  viering waren tot 1797 alleen toegankelijk voor leden van het kapittel. De hardstenen, neoromaanse koorhekken ontnamen vroeger goeddeels het zicht op het koor, maar zijn tegenwoordig transparant. Een brede trappartij leidt vanuit de middenbeuk naar de verhoogd gelegen viering (deze ligt bijna 2 m boven de kerkvloer, vanwege de eronder gelegen crypte). De viering heeft een stergewelf; de apsis een half koepelgewelf. De grote schildering in het koorgewelf is neoromaans en dateert uit de tijd van Cuypers. De gebrandschilderde ramen van Daan Wildschut in de apsis zijn in 1987 geplaatst. Het volksaltaar is modern. Links ervan staat het conopeum opgesteld, een van de eretekenen van de basilica minor.
De kooromgang is 2,4 m breed en van het koor afgescheiden door een zuilengalerij van acht zwartgeverfde pilaren met goudkleurige kapitelen, waarvan het centrale zuilenpaar uit gestapelde en viervoudig samengestelde zuilen bestaat. Op de verdieping boven deze galerij bevindt zich nog een tweede arcade. De onderste galerij is ruim 7 m hoog, de bovenste 5 m. De romaanse sculptuur in de kooromgang van de Onze-Lieve-Vrouwebasiliek behoort tot de hoogtepunten van de 12e-eeuwse Maaslandse beeldhouwkunst. Op de twintig kapitelen in de benedengalerij, waarvan vier samengestelde, zijn scènes uitgebeeld uit het Oude Testament, bestiaria en andere middeleeuwse bronnen, die soms moeilijk te interpreteren zijn. Een van de kapitelen, het zogenaamde Heimo-kapiteel, toont een figuur, wellicht een van de steenbeeldhouwers of hun voorman, die een kapiteel overhandigt aan Maria. De kapitelen op de begane grond zijn het meest ontwikkeld, dateren uit ca. 1150-60 en worden toegeschreven aan het Heimo-atelier. De kapitelen van de bovengalerij dateren uit omstreeks 1200 en zijn door een minder vaardige hand gebeeldhouwd.

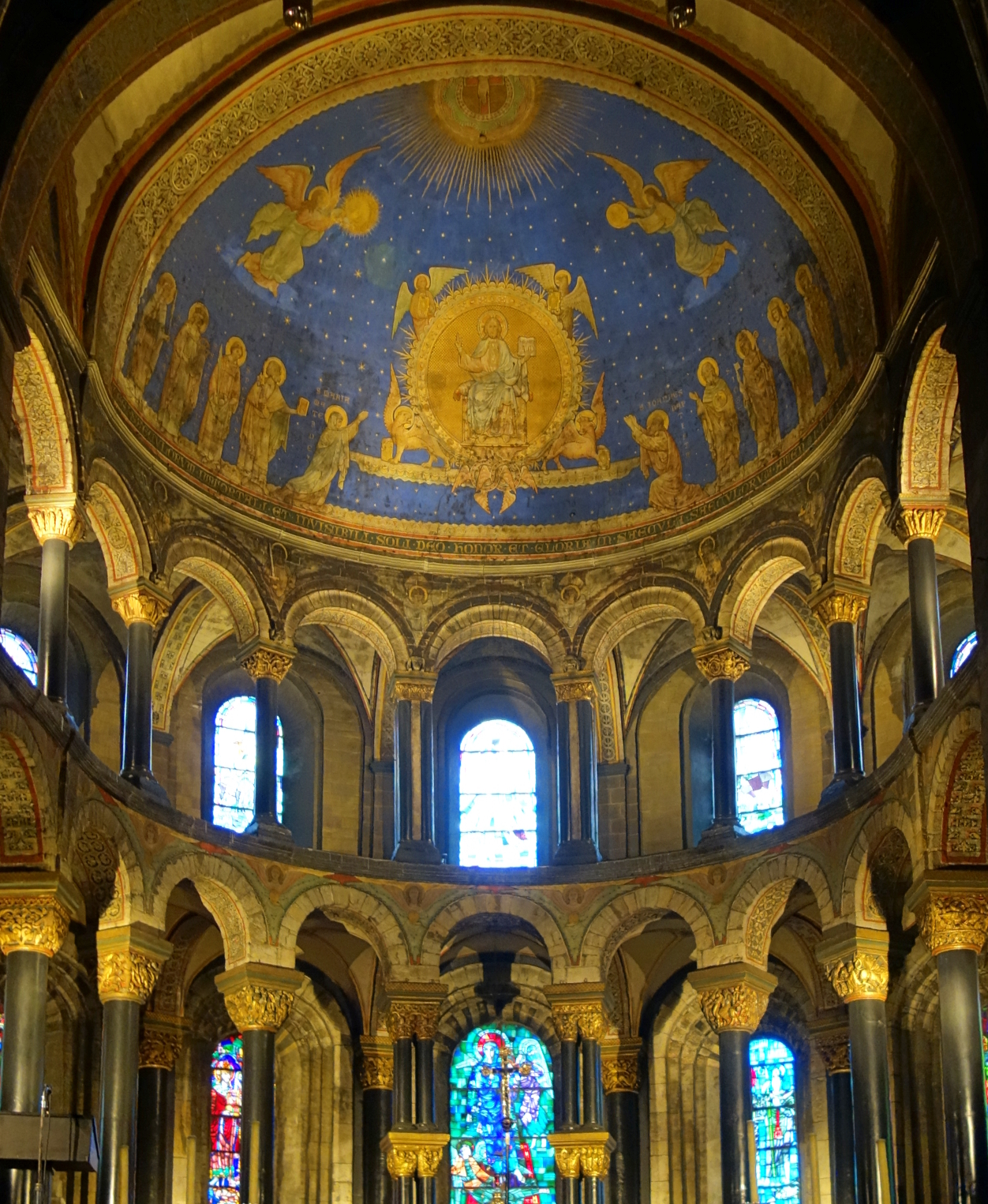
Koorgewelfschildering en dubbele zuilengalerij
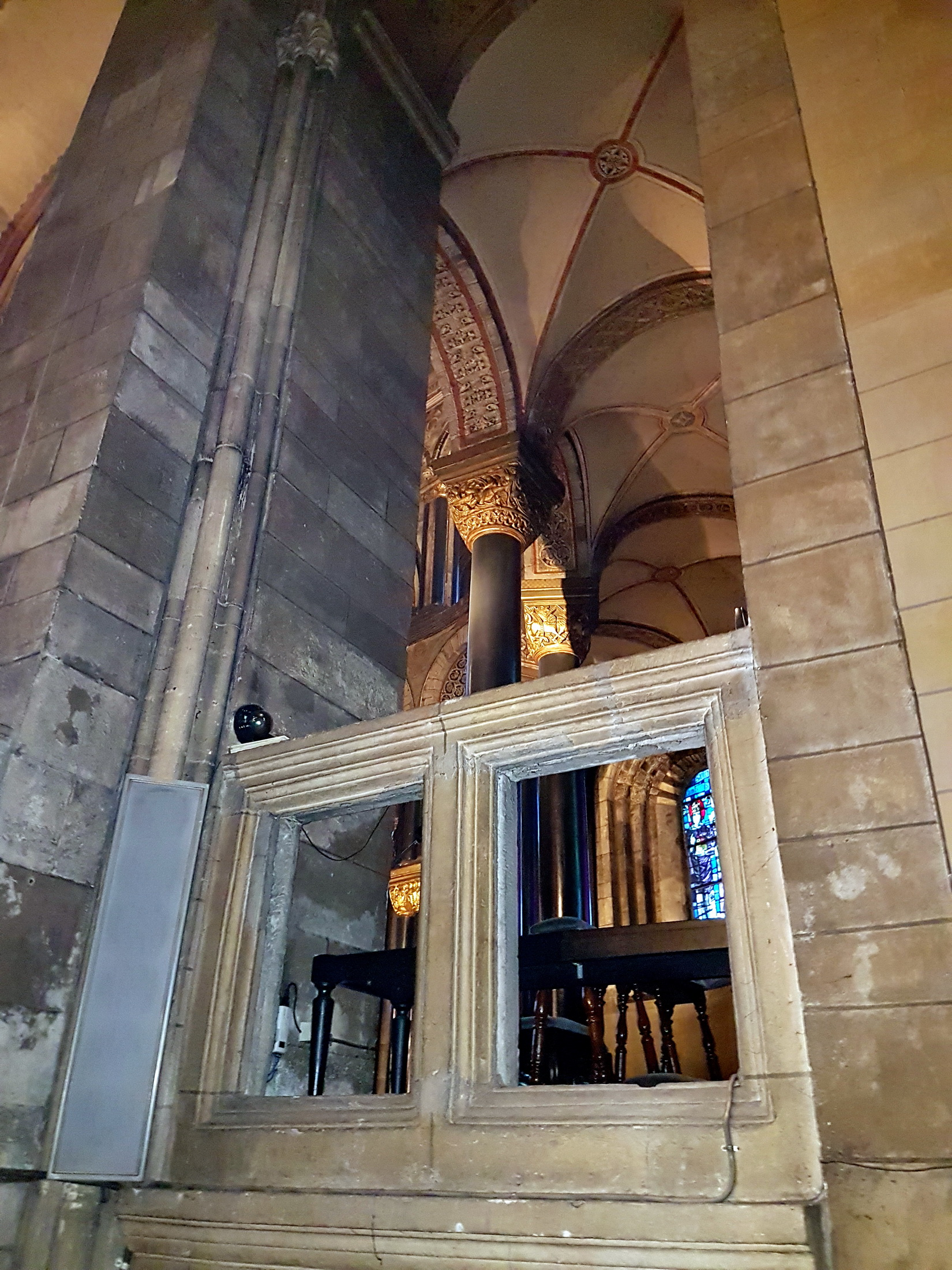
Neoromaans koorhek en gewelf kooromgang
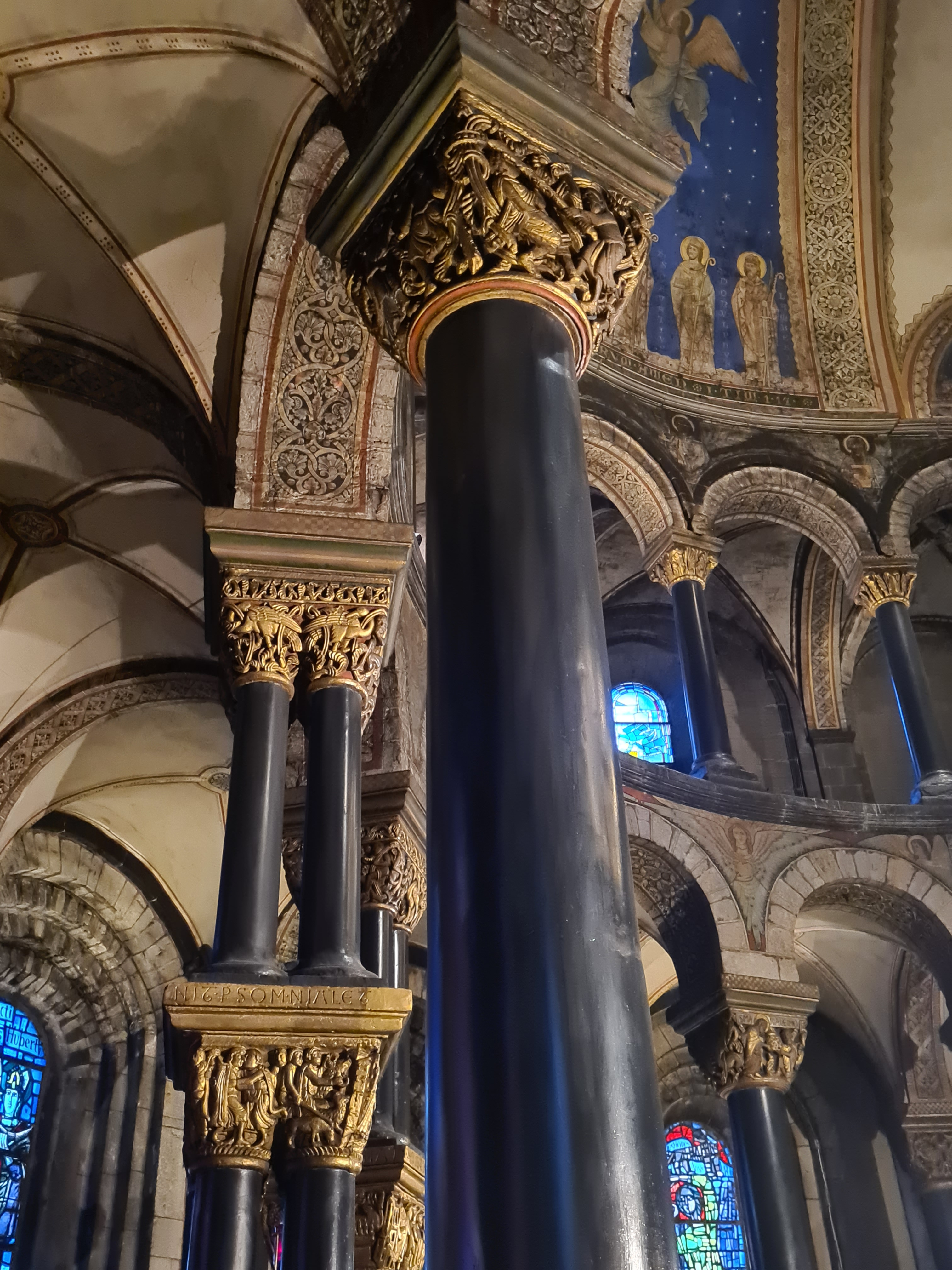
Enkelvoudige en samengestelde kapitelen
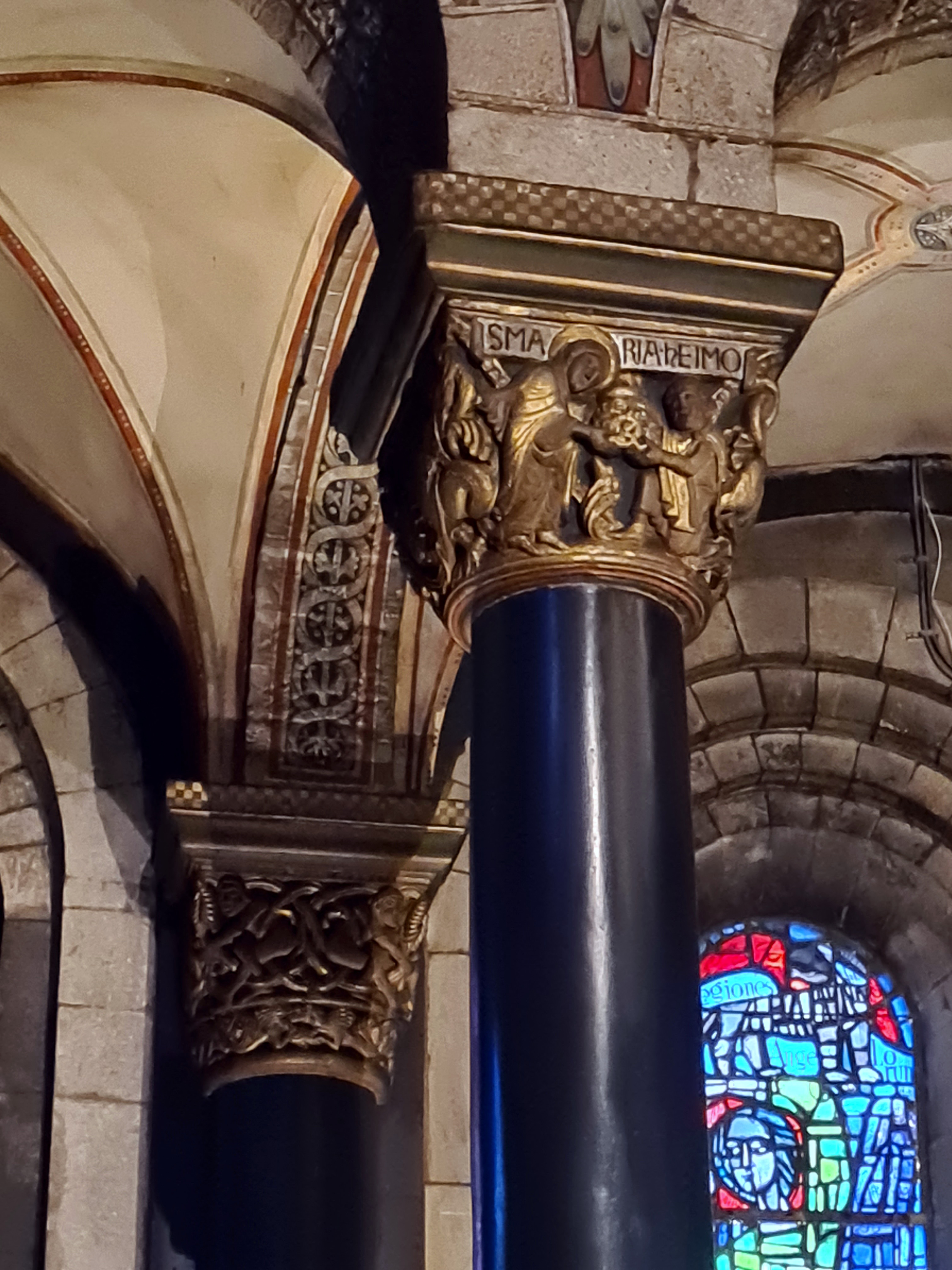
Heimo-kapiteel en wandkapiteel

### Transept en transeptkapellen
De rechthoekige transeptarmen bevinden zich ter weerszijde van de verhoogde viering en meten elk ongeveer 9,5 × 14,5 m. In de oostwand van de transeptarmen bevinden zich rondbogige openingen naar de koortorens en de daarnaast gelegen transeptkapellen. De noordertranseptkapel was eertijds gewijd aan Sint-Martinus (Martinus van Tongeren?) en is nog steeds in gebruik als devotiekapel. Hier staat een altaar met een reliekbuste (van Martinus?) en hangen enkele schilderijen. De zuidertranseptkapel was tot 1797 gewijd aan Sint-Stefanus en wordt tegenwoordig gebruikt als opslagruimte, onder andere voor de processiehemel. Beide kapellen tellen diverse grafzerken van kanunniken.
In 2014 werd een klein barokorgel, afkomstig uit het stadhuis van Maastricht, in het noordertransept geplaatst. Het kabinetorgel is bedoeld voor kleinschalige concerten en doordeweekse missen, naast het hoofdorgel op de orgeltribune. Verder bevindt zich hier een altaar, een herenbank en een laatgotisch beeld van Sint-Barbara. Tevens hangt hier een groot schilderij van de Kruisiging (Zuid-Nederlands, 17e eeuw), dat vrijwel zeker afkomstig is uit het Maastrichtse Antonietenklooster, waar het boven het hoofdaltaar hing. Van 1783 tot 1837 hing het boven het barokke hoofdaltaar in de Sint-Nicolaaskerk. Dit 18e-eeuwse altaar staat thans tegen de zuidwand van de zuidelijke transeptarm (tot 1964 op het priesterkoor). In het zuidertransept hangen twee doeken van de Heilige Familie, het ene omringd door engelen en een donor (Zuid-Nederlands, ca. 1600) en het andere na de terugkeer uit Egypte (18e-eeuws?). Ook deze schilderijen zijn waarschijnlijk in 1837 met de inventaris van de Sint-Nicolaaskerk meegekomen, hoewel ze misschien tot het oorspronkelijk bezit van de Onze-Lieve-Vrouwekerk behoorden.

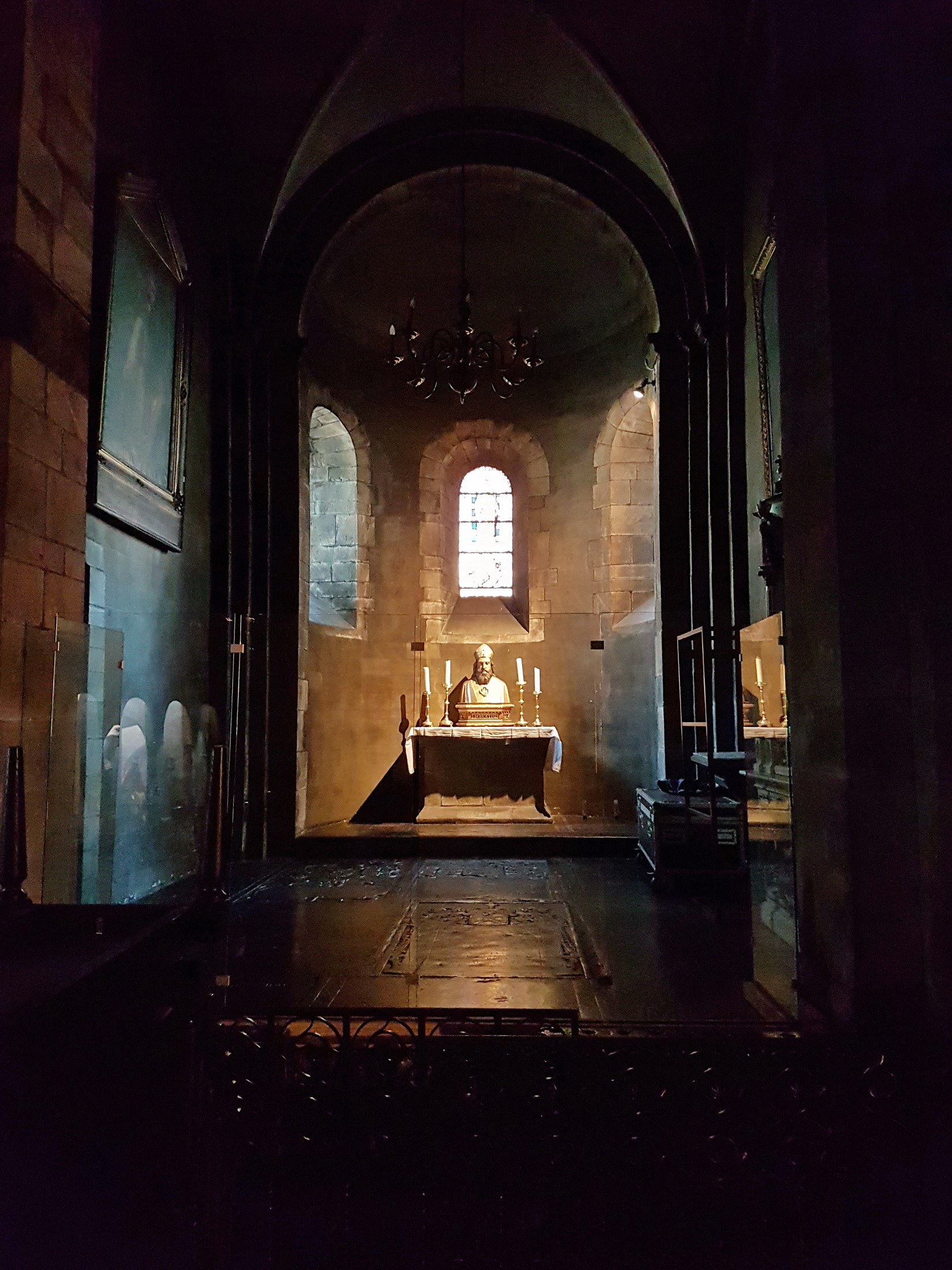
Noordertransept en kapel
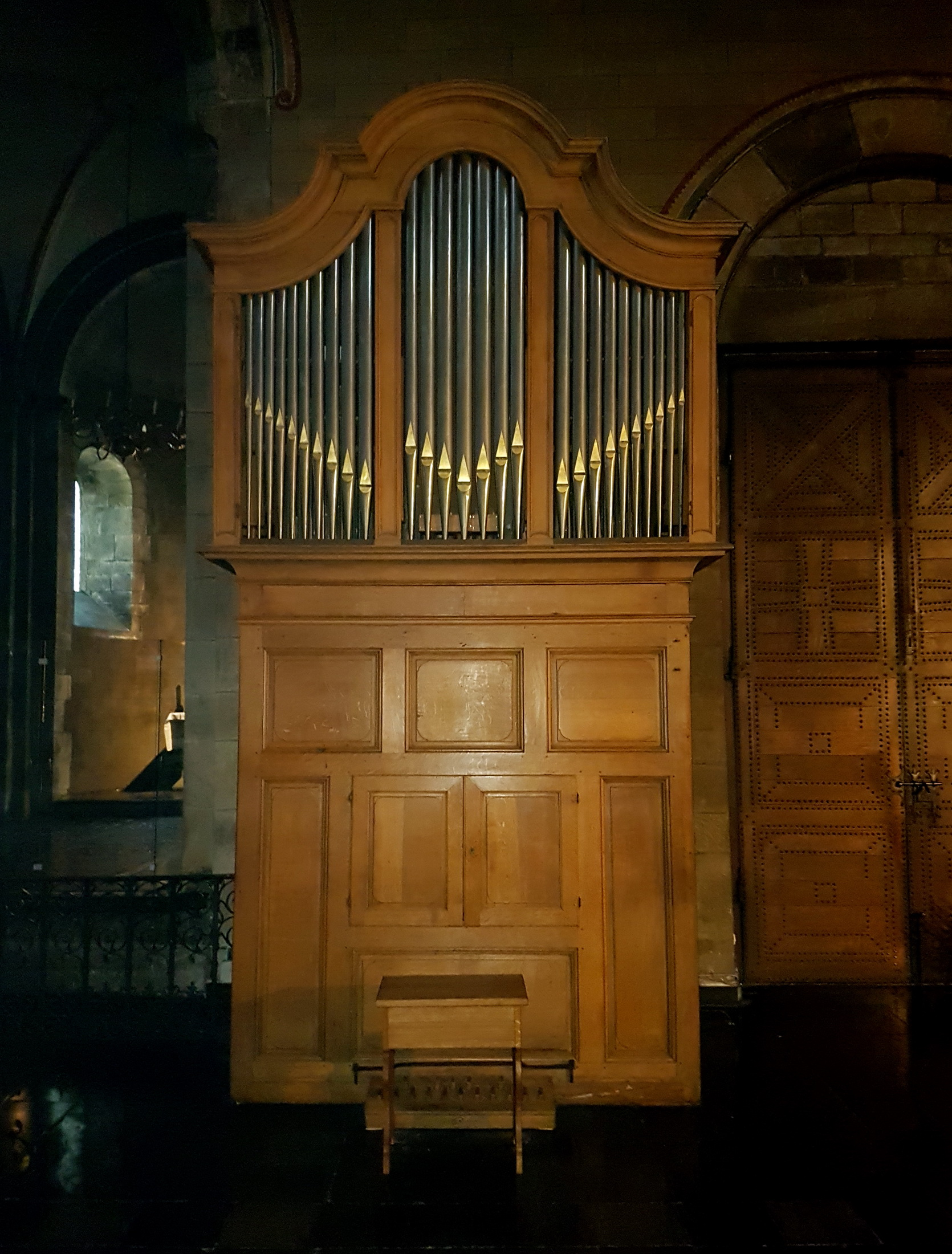
Kabinetorgel
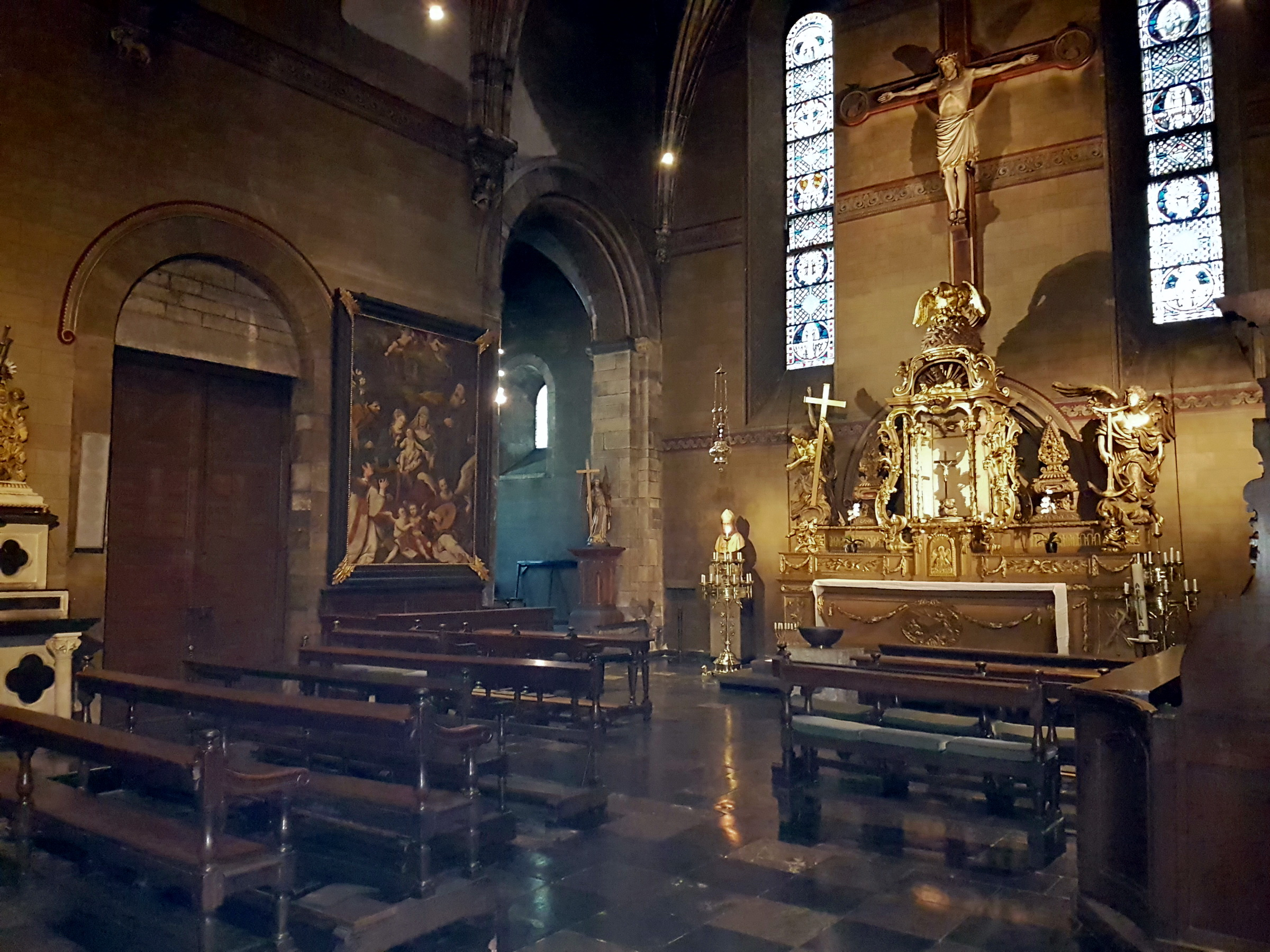
Overzicht zuidertransept
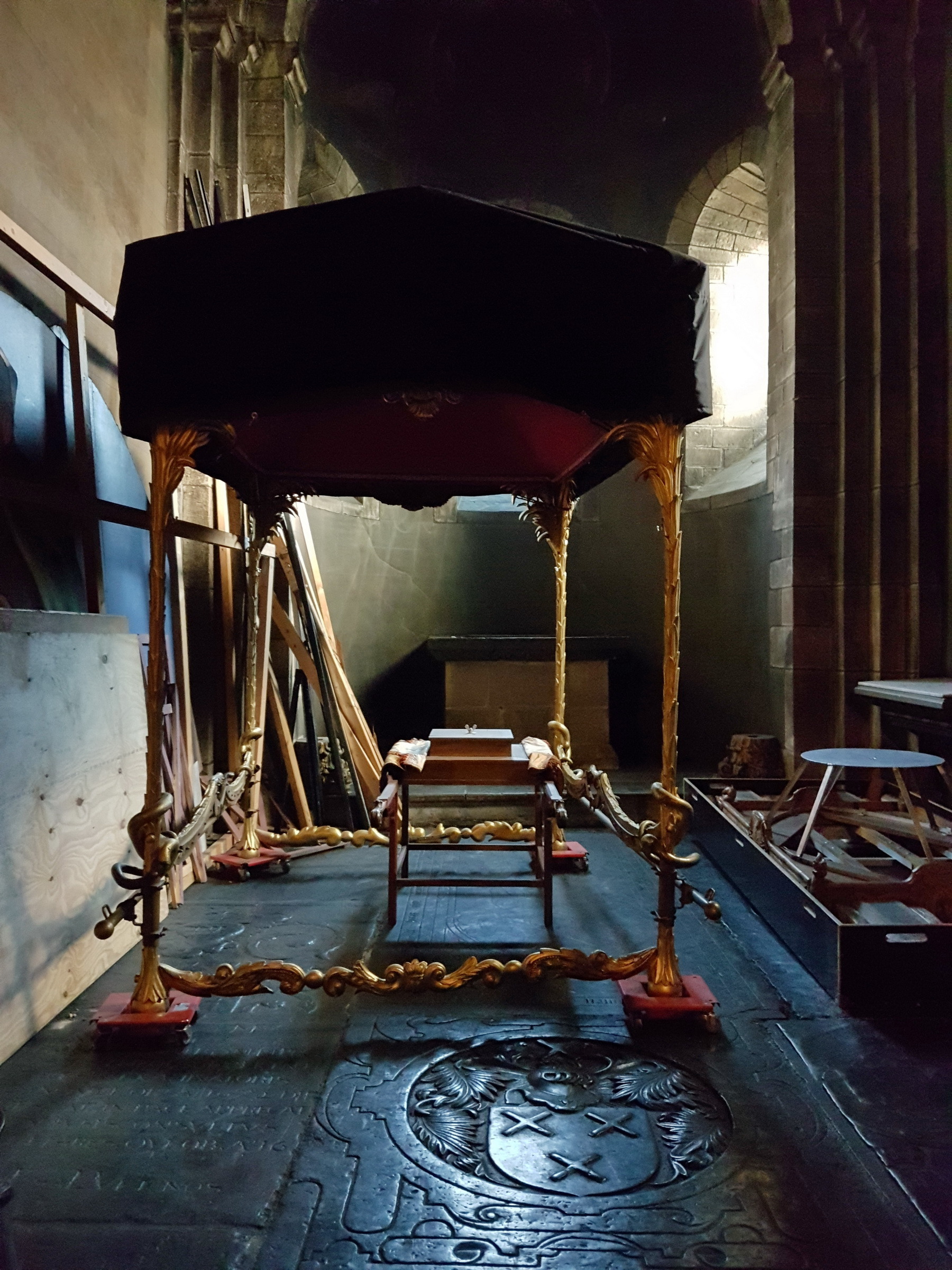
Zuidertranseptkapel

### Schip, orgeltribune en zijbeuken

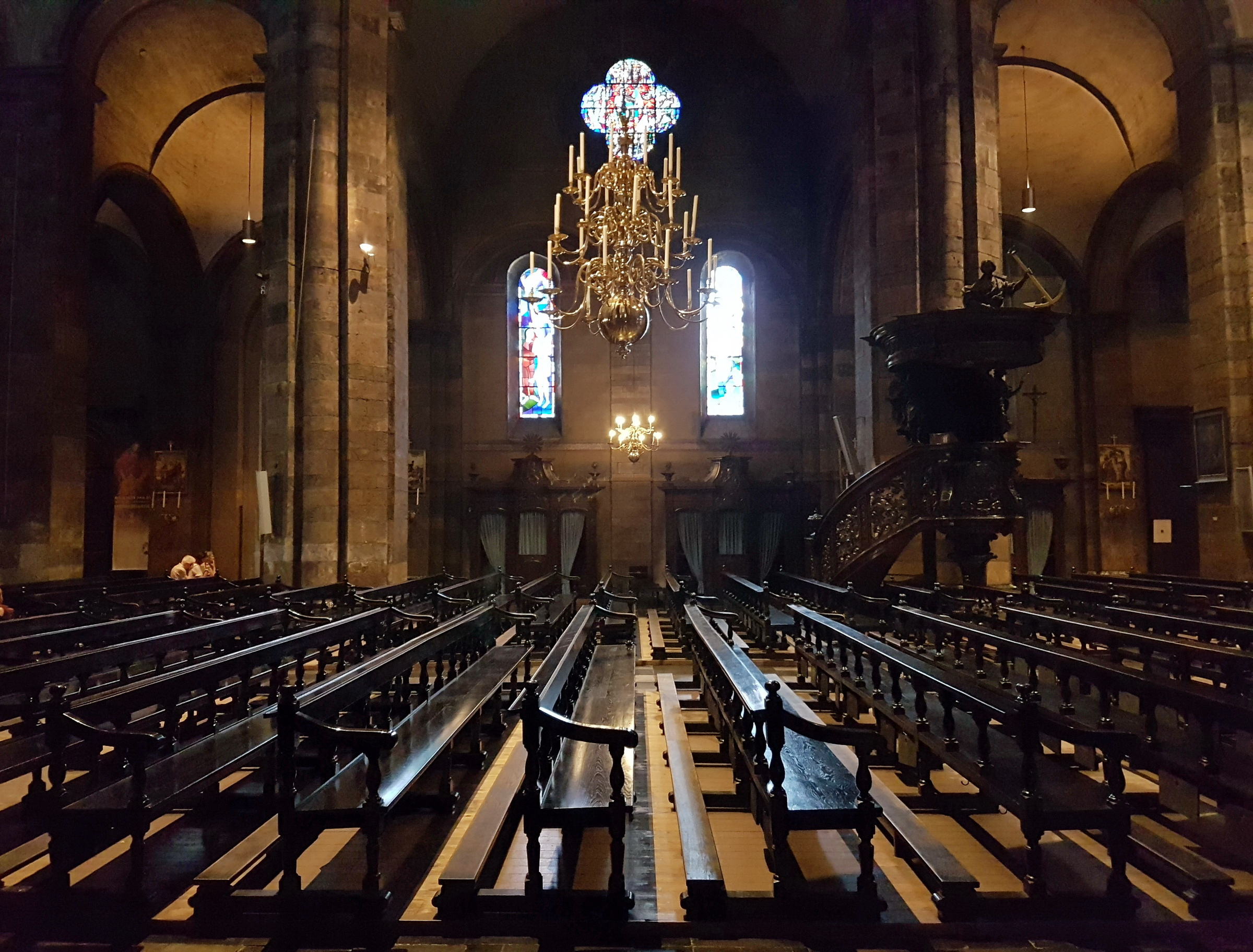
Middenbeuk naar het noorden. De kroonluchter werd geschonken door P. Regout; de preekstoel door een kanunnik

Het schip bestaat uit een westelijke voorhal en drie bijna kwadraatvormige traveeën die daarop aansluiten. Tussen de middenbeuk en de zijbeuken bevinden zich vierkante pijlers, die via pilasters het stergewelf dragen. Het gewelf werd in het begin van de 18e eeuw door stadsarchitect Gilles Doyen vernieuwd en bestaat uit mergelstenen ribben met een baksteenvulling. In de zijbeuken zijn dubbel zoveel traveeën aanwezig, corresponderend met het aantal pijlers. De pseudotransepten hebben een dwars geplaatst tongewelf; de andere zijbeuktraveeën hebben een koepelgewelf. Iedere travee in de zuidbeuk wordt verlicht door een rondboogvenster, behalve in de pseudotransepten, waar men (tevens) een vierpasvenster aantreft. De gebrandschilderde ramen werden door Henri Jonas in 1939-42 vervaardigd. In de noordgevel bevinden zich enkele deuropeningen. Boven de voorhal bevindt zich op 7,5 m hoogte de orgeltribune.
Het hoofdorgel uit 1652 is gebouwd door de orgelbouwer Andries Severijn (vandaar de naam Séverin-orgel). Het later uitgebreide orgel bevat ruim 3000 orgelpijpen (Groot Regaal en Positief). Het is omstreeks 1985 gerestaureerd om de oorspronkelijke Tone du Chapelle terug te krijgen. Hiervoor moesten alle orgelpijpen worden verwijderd en op oorspronkelijke lengte worden terug gebracht. Door de opheffing van de orde der jezuïeten in 1773 kwamen de barokke preekstoel en mogelijk ook de vijf biechtstoelen van de Maastrichtse jezuïetenkerk via de Sint-Nicolaaskerk in 1837 in de Onze-Lieve-Vrouwekerk terecht. De preekstoel in Lodewijk XIV-stijl stond van 1897 tot 1837 eveneens in de Sint-Nicolaaskerk, maar komt oorspronkelijk uit de "Slevrouwe", waar hij in 1721 door een kanunnik werd geschonken. De kunstig gesneden preekstoel met daarboven een groot klankbord wordt vanwege de slechte staat en de gewijzigde liturgie niet meer gebruikt.
De kerk is in het bezit van een groot aantal schilderijen en beelden, waarvan er zich diverse in het schip en de zijbeuken bevinden. Op een pijler tussen midden- en zuidbeuk bevindt zich de gerestaureerde muurschildering van de H. Catharina uit omstreeks 1400. De pijlerschildering van Sint-Christoffel en het Kindje Jezus tussen het schip en de noordbeuk dateert uit 1571. Het portret van Johannes Nepomucenus uit 1719 hangt aan een andere pijler. In de zuidbeuk hangt een schilderij van de Graflegging van Christus in de stijl van Rubens. In de kerk bevinden zich een Duitse Piëta uit ca. 1400, een Anna te Drieën en een Sint-Christoffel (beide toegeschreven aan Jan van Steffeswert, ca. 1500), een 18e-eeuwse Sint-Rochus en een beeld van de Heilige Drie-eenheid uit 1716. Tegen de pijlers van de orgeltribune zijn twee levensgrote beelden geplaatst van de patroonheiligen van de Sint-Nicolaaskerk, Sint-Nicolaas en Sint-Lambertus (Renier Delcommune, 1778).

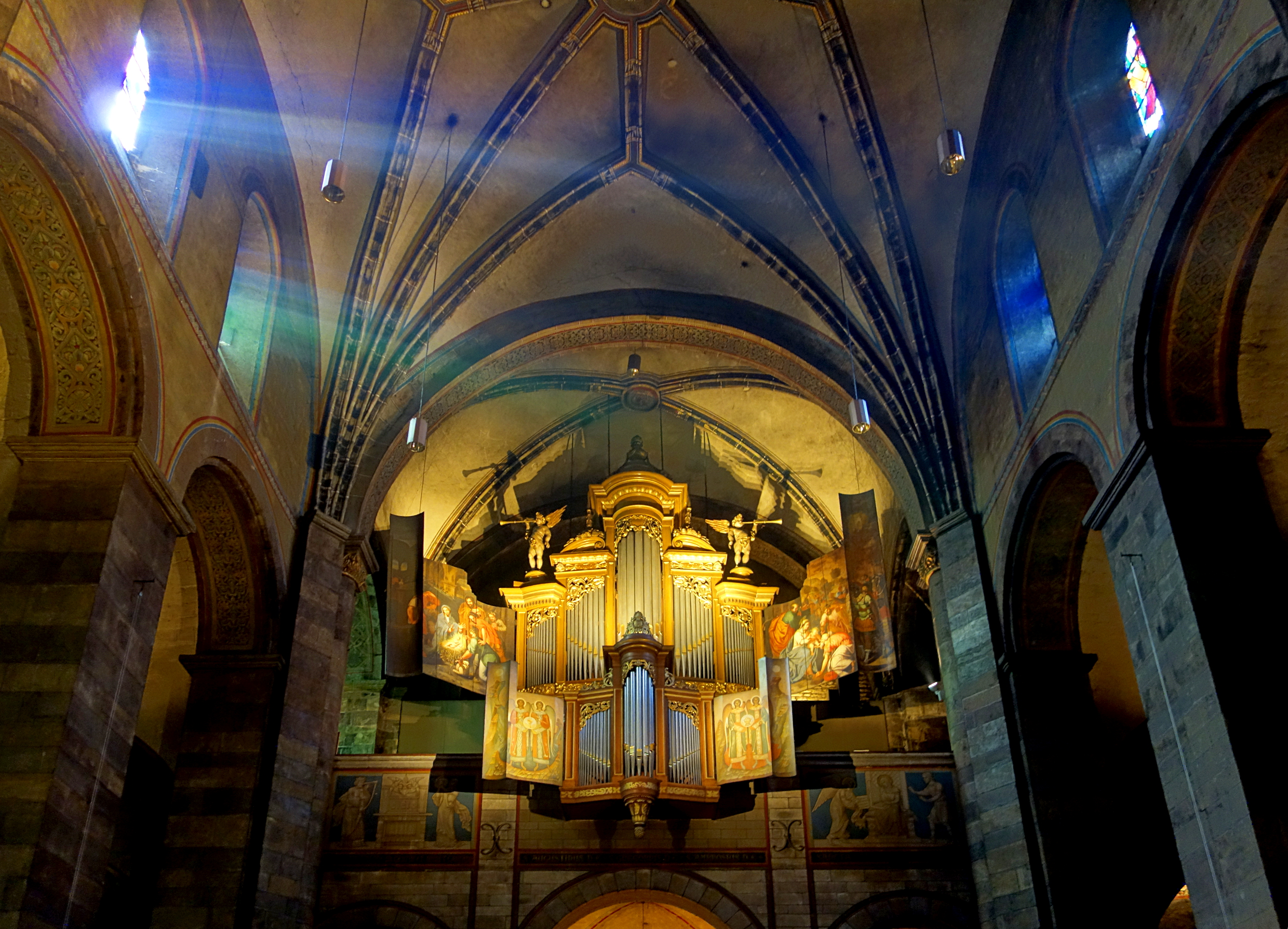
Middenbeuk met orgeltribune
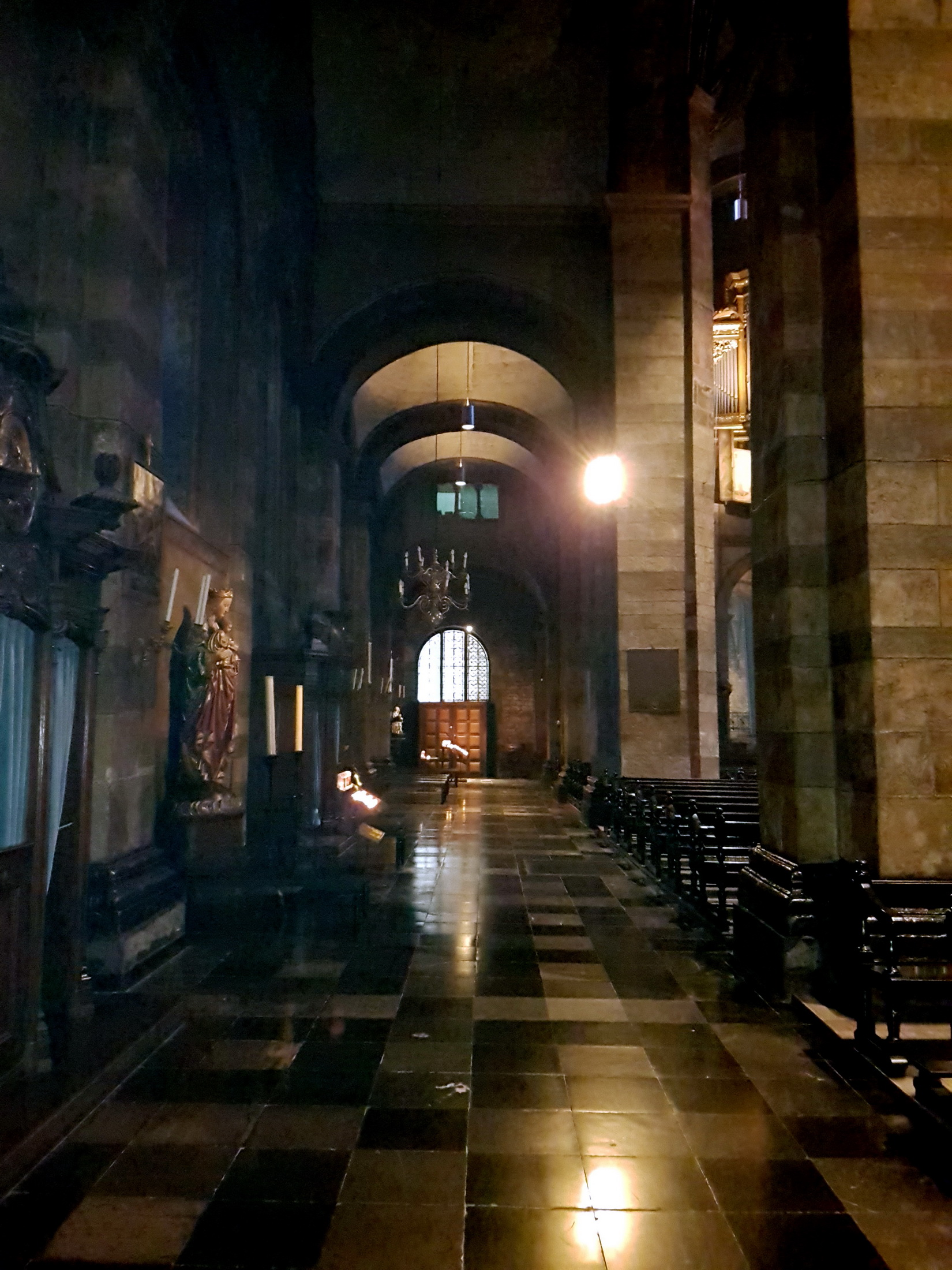
Zuidbeuk naar het westen
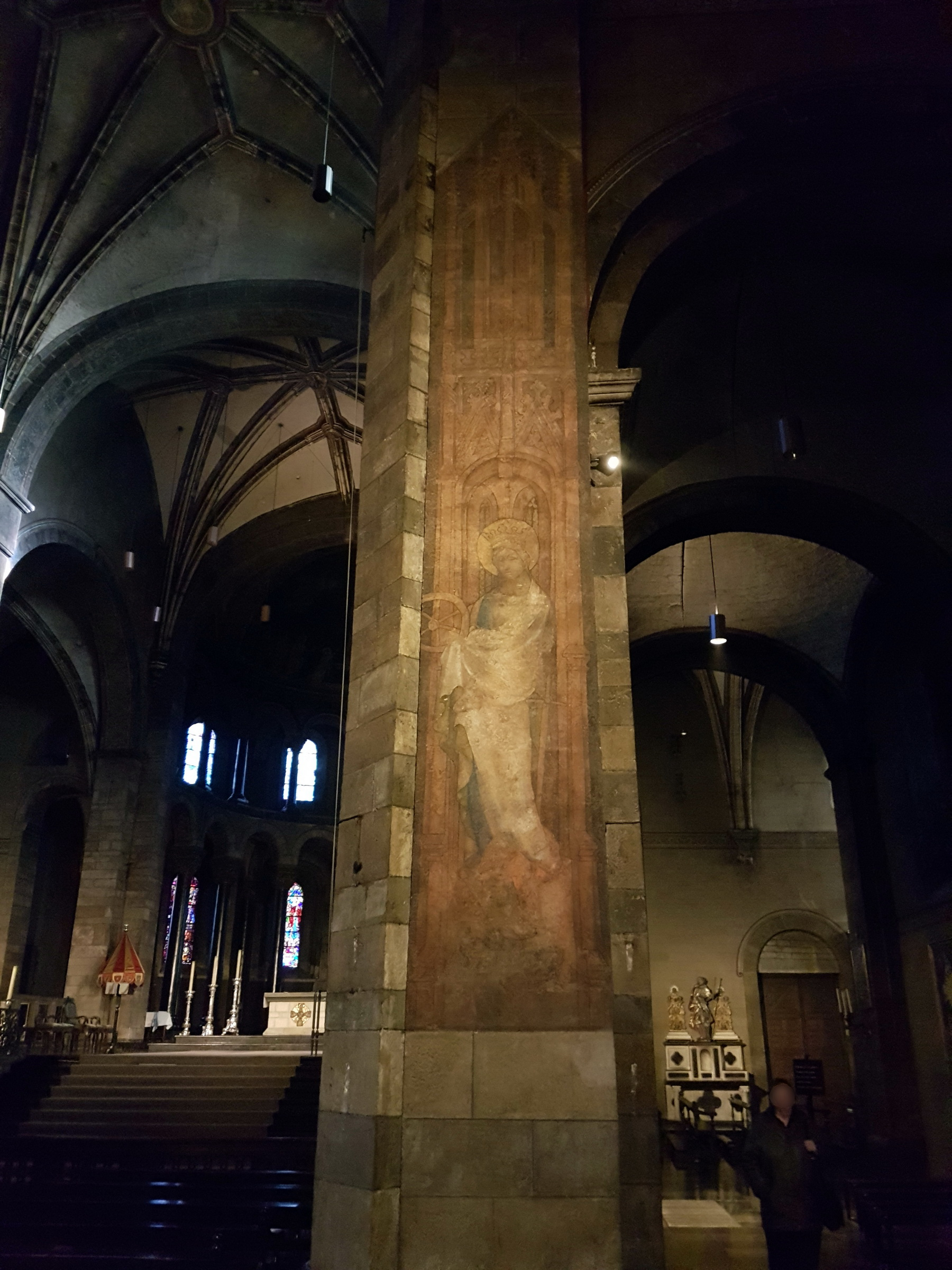
Pijlerschildering H. Catharina
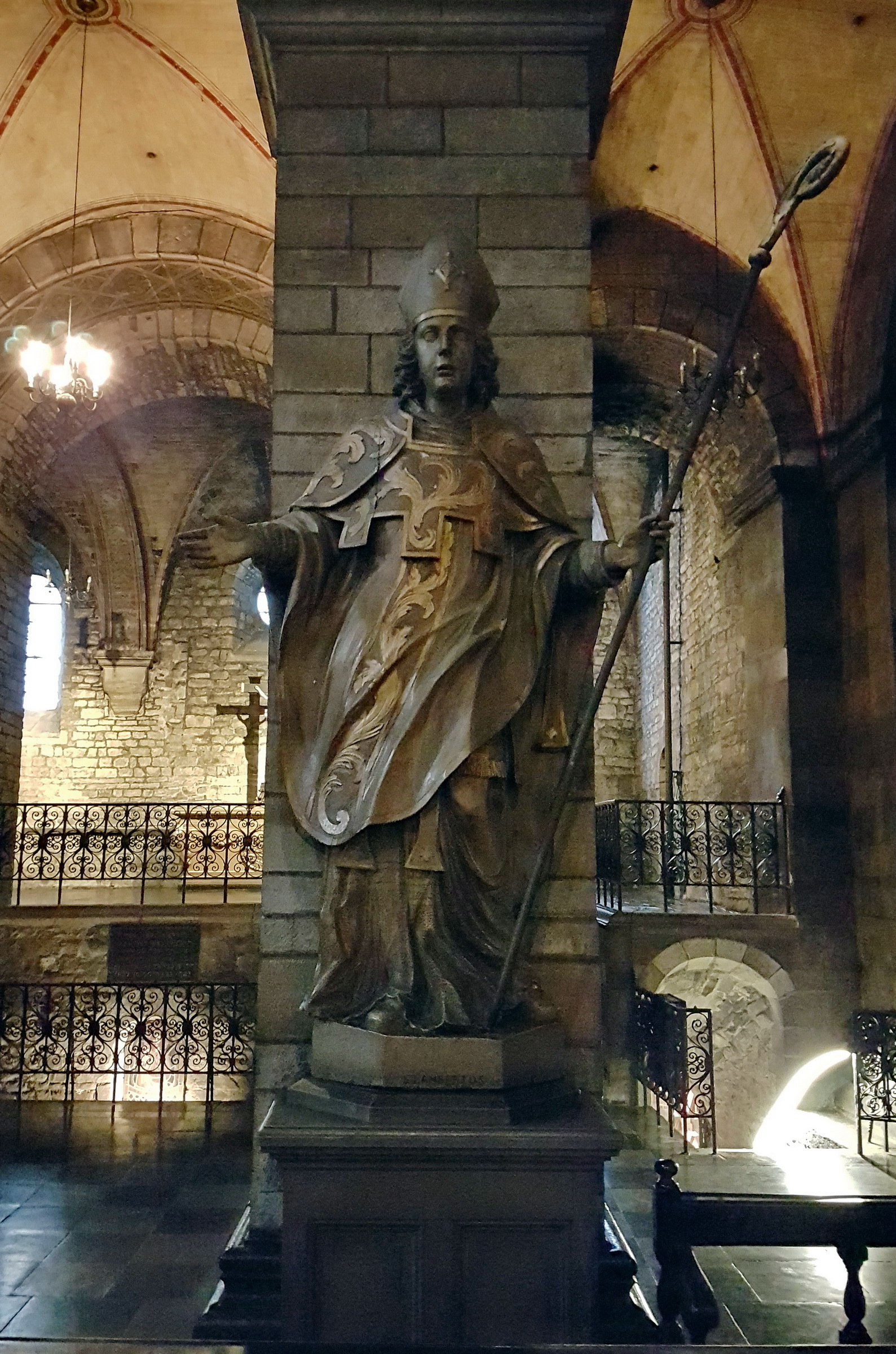
Beeld Sint-Lambertus

### Westwerkkoor
Het westwerkkoor bevindt zich boven de westwerkcrypte en ligt 1,3 m boven de kerkvloer. Twee hardstenen trappen voeren van het middenschip naar het westkoor. De ruimte meet 10,2 × 5,3 m. De ribloze kruisgewelven zijn van mergel. De drie albasten ramen van Marien Schouten (twee rondboogvensters en een oculus) dateren van 1995. De barokke altaartombe lijkt sterk op die van het voormalig hoofdaltaar in het zuidertransept. Wellicht werd het in dezelfde stijl bijgemaakt. Het doopvont van de Maastrichtse geelgieter Aert van Tricht (ca. 1500) stond tot 1837 in de Sint-Nicolaaskerk, de doopkerk. Het van zijn decoraties beroofde doopvont bevindt zich tegenwoordig in het westkoor. Boven het westkoor bevindt zich een ruimte die vroeger naar het kerkschip geopend was en waarschijnlijk als een tribune voor kerkgangers functioneerde. Na de bouw van de orgeltribune in de westelijke travee van het schip, werden de openingen dichtgemetseld.

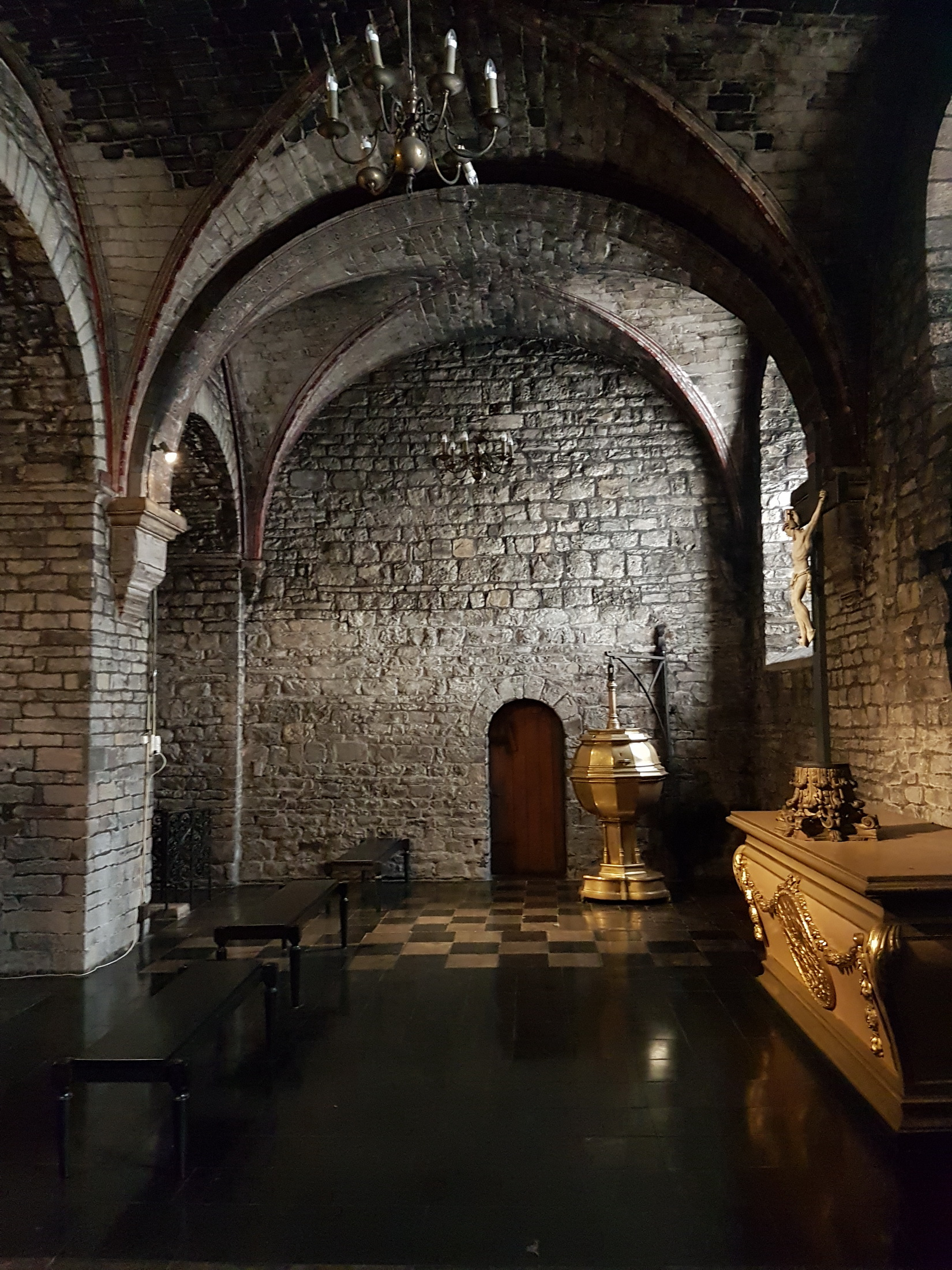
Overzicht westkoor
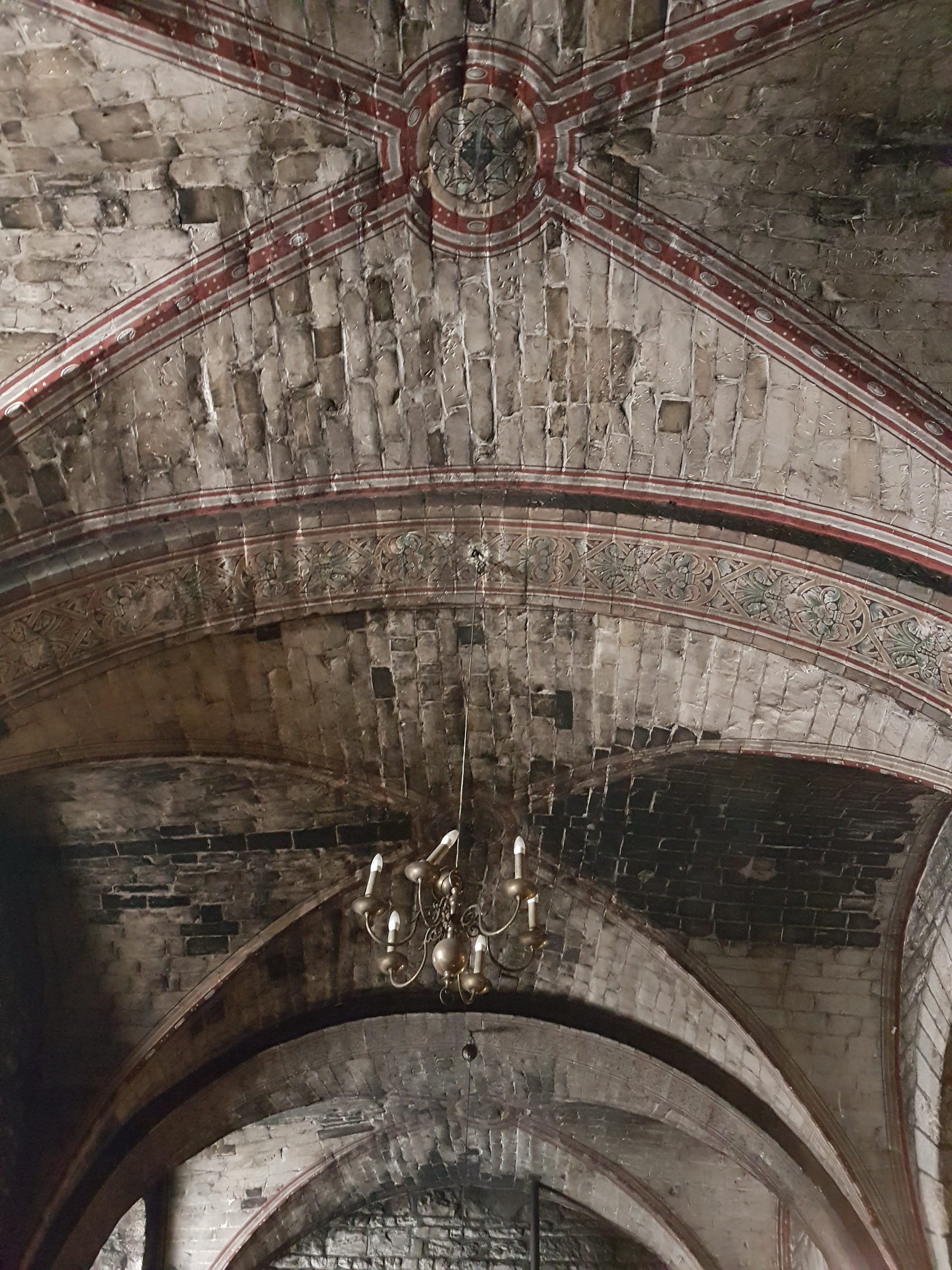
Westkoorgewelf
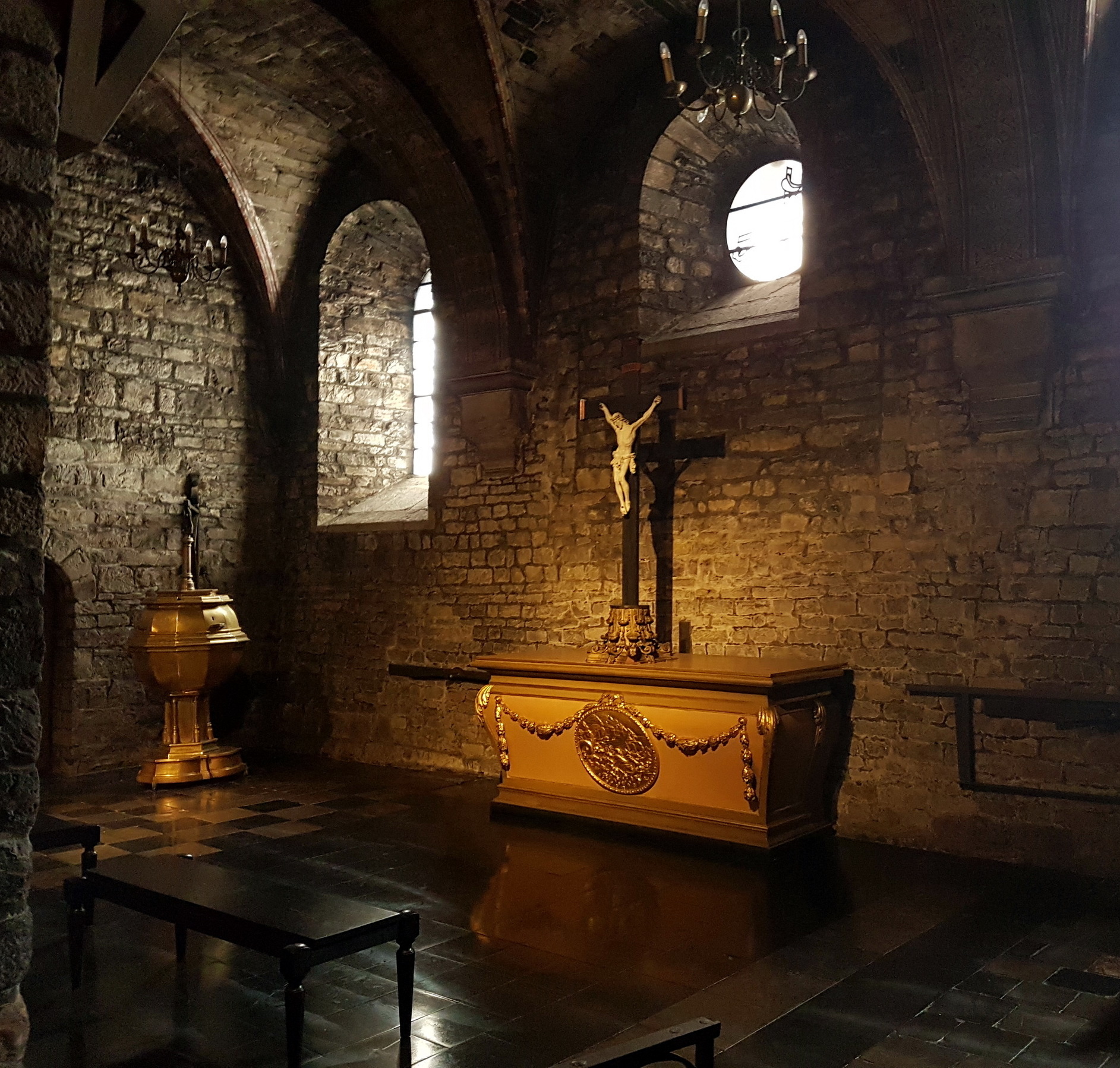
Westkooraltaar
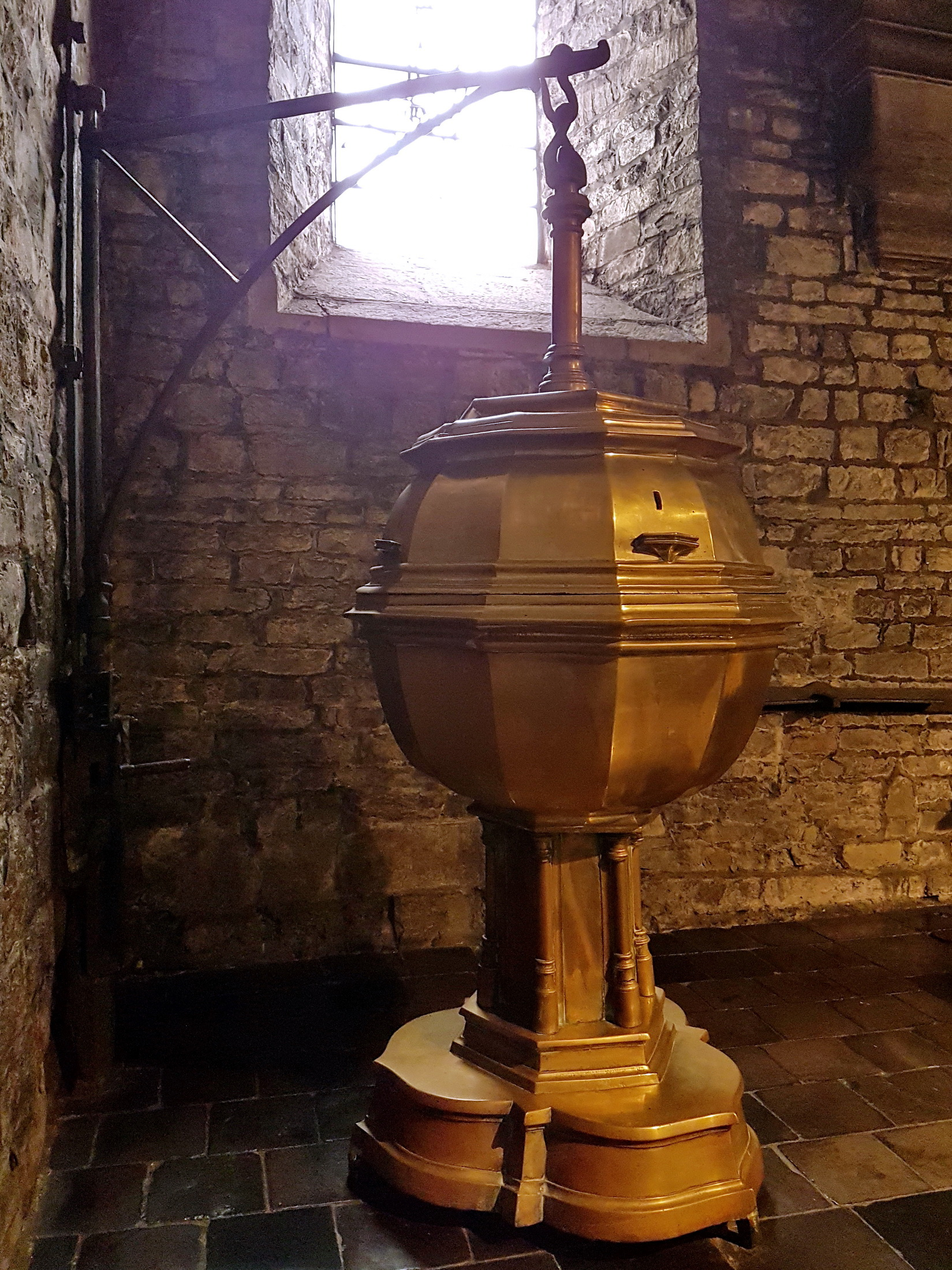
Doopvont Aert van Tricht

### Portaal en Merodekapel
Het noordwestelijk portaal vormt de hoofdentree van de kerk aan het Onze-Lieve-Vrouweplein (vroeger: Onze-Lieve-Vrouwekerkhof). Het doet tevens dienst als voorportaal van de Sterre-der-Zeekapel. De ruimte bestaat uit twee traveeën en meet 7,8 × 5,2 m. Boven de entreehal bevindt zich een ruimte, die enige tijd als koorrepetitieruimte in gebruik was. In het 13e-eeuwse portaal zijn een aantal romaanse reliëfs aangebracht, die daar oorspronkelijk niet thuishoorden. Het reliëf Eed op de relieken was vóór de 19e-eeuwse restauratie aan de buitenzijde van de apsis ingemetseld, waar in de middeleeuwen een plaats zou zijn geweest waar recht gesproken werd, maar mogelijk was het daarvoor onderdeel van een poortdoorgang. Boven dit reliëf is een romaans reliëf van een triomferende Christus ingemetseld, dat echter zeer afgesleten is. In de tegenoverliggende wand bevindt zich een reliëf van Sint-Nicolaas, dat eveneens uit de 12e eeuw dateert. In de bovenruimte bevindt zich een romaanse latei met een halfreliëf van een breedgevleugelde engel.
Eind 15e eeuw werd een legaat van proost Arnold I van Merode aan de zuidkant van de pandhof een doopkapel bouwen, die later bekendstond als de kapel van Merode. In 1887 en van 1909-'16 werd de kapel onder leiding van Cuypers gerestaureerd en heringericht, waarna het 15e-eeuwse genadebeeld van de Sterre der Zee hier werd opgesteld. De mozaïekvloer en het neogotisch altaar dateren uit deze tijd. De gebrandschilderde ramen zijn modern. Aan de muren zijn ex voto's bevestigd. De kapel is tegenwoordig een belangrijk trekpleister voor Maria-vereerders. Het beeld van Maria wordt, naargelang het kerkelijk getij, getooid in een andere mantel. Tevens wordt het tweemaal per jaar meegedragen in de grote en kleine stadsprocessie.

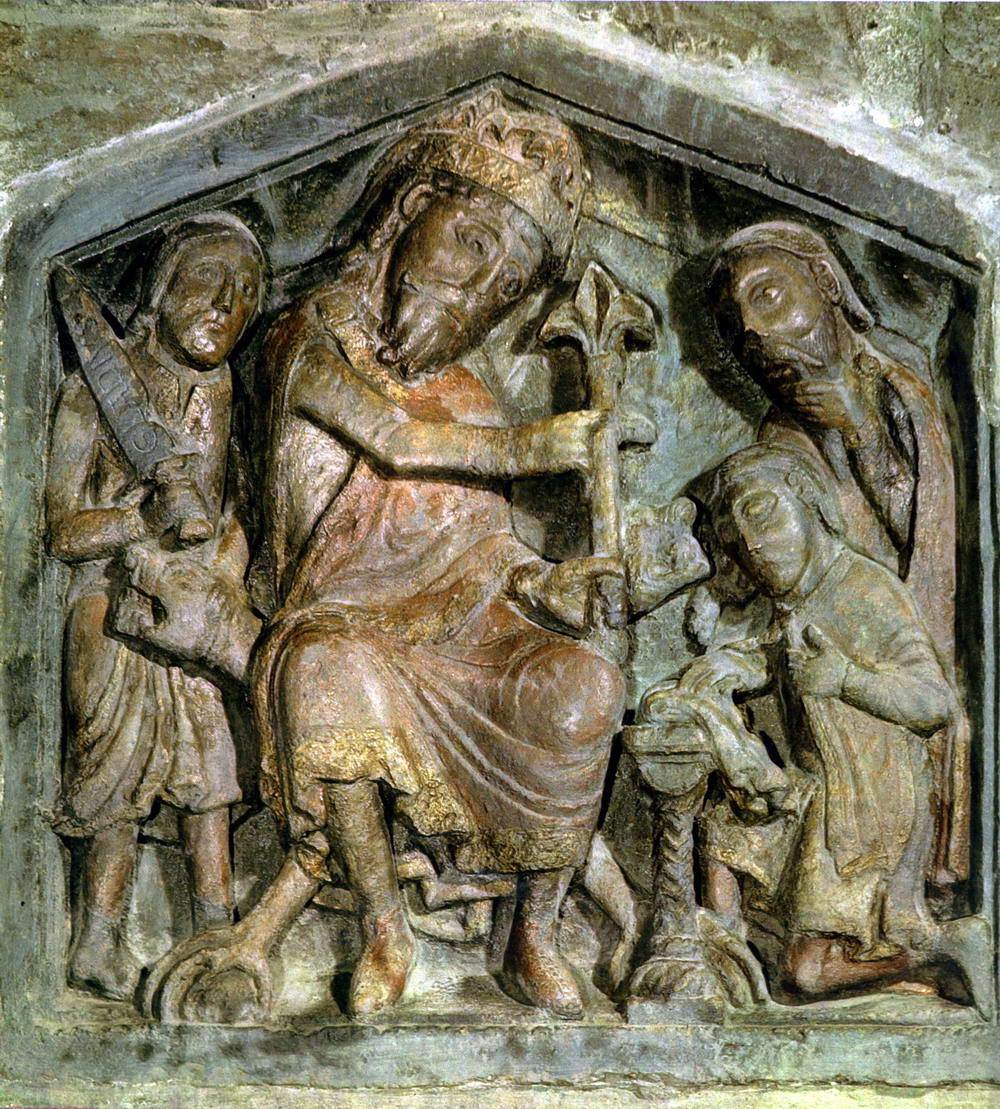
Reliëf Eed op de relieken in het voorportaal
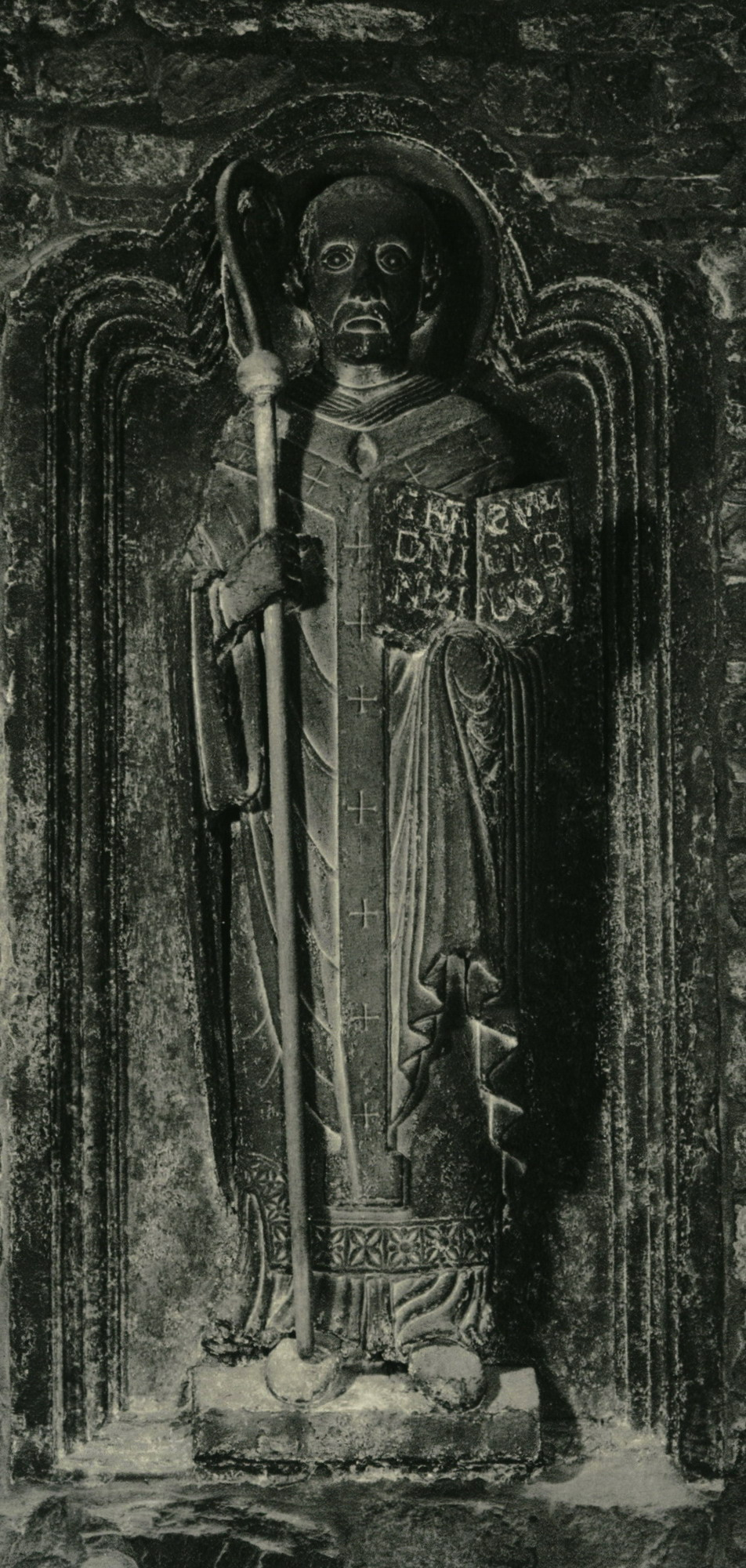
Reliëf Sint-Nicolaas in het voorportaal
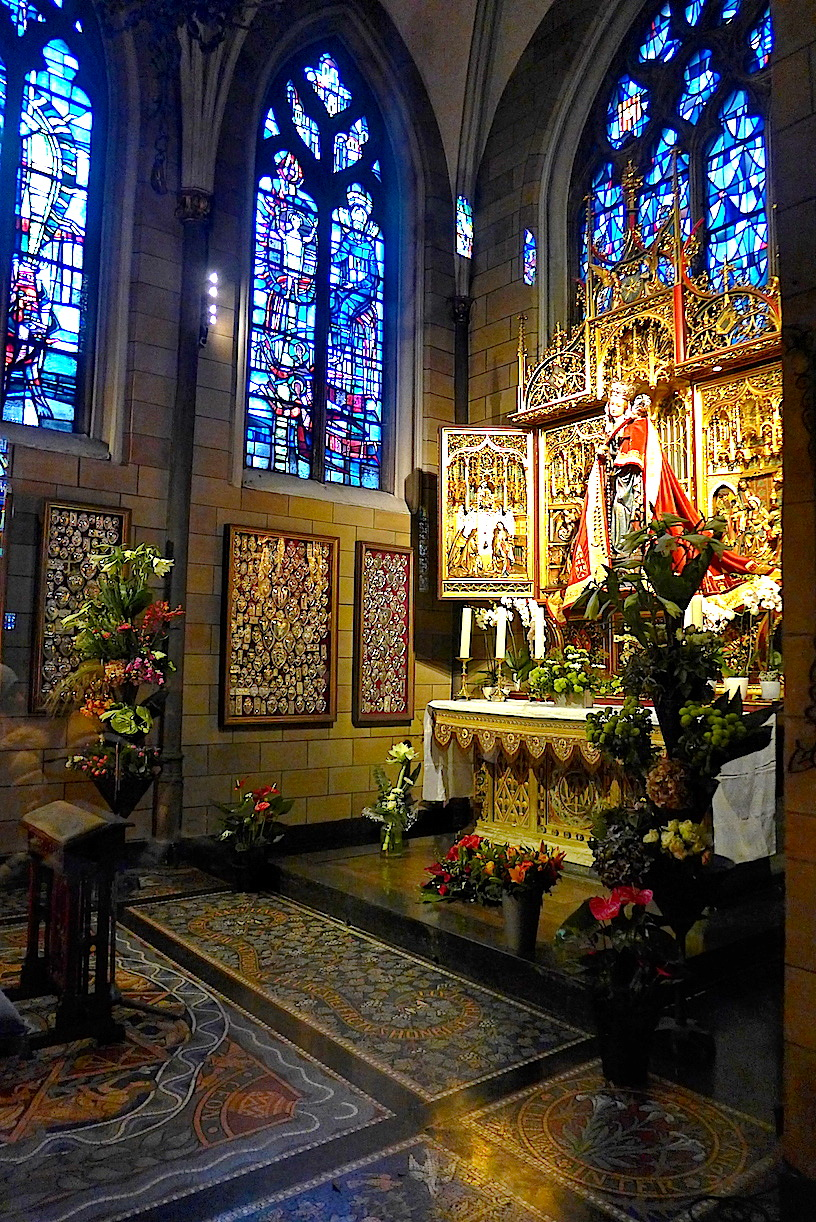
Interieur Merodekapel met ex voto's
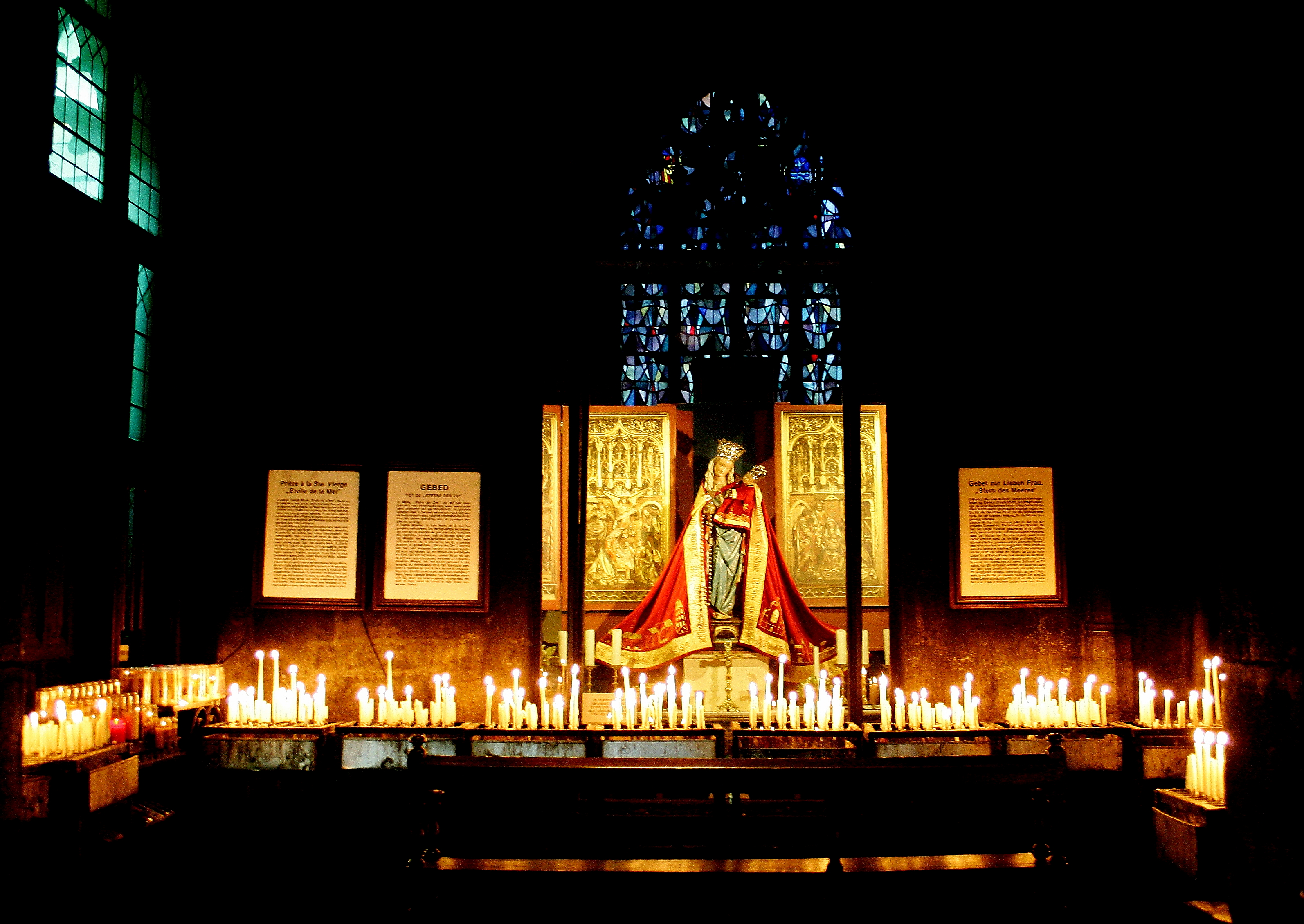
Kaarsjes bij de Sterre der Zee

## Schatkamer
De Onze-Lieve-Vrouwebasiliek bezit een belangrijke kerkschat, die in de loop der eeuwen door het kapittel en later door het parochiebestuur is bijeengebracht. Door grote verliezen in de Franse Tijd, en ook later in de 19e en 20e eeuw, is de kerkschat nog slechts een fractie van wat het ooit was. Ze bestaat uit reliekhouders (waaronder de zogenaamde gordel van Maria, het Byzantijns Maria-enkolpion en de Vikinghoorn), ivoorsnijwerk, liturgisch vaatwerk en andere liturgische voorwerpen, paramenten en andere textilia (waaronder het kleed van Lambertus), boeken en oorkonden, en diverse schilderijen en beeldhouwwerken.